# Histoire du marbre

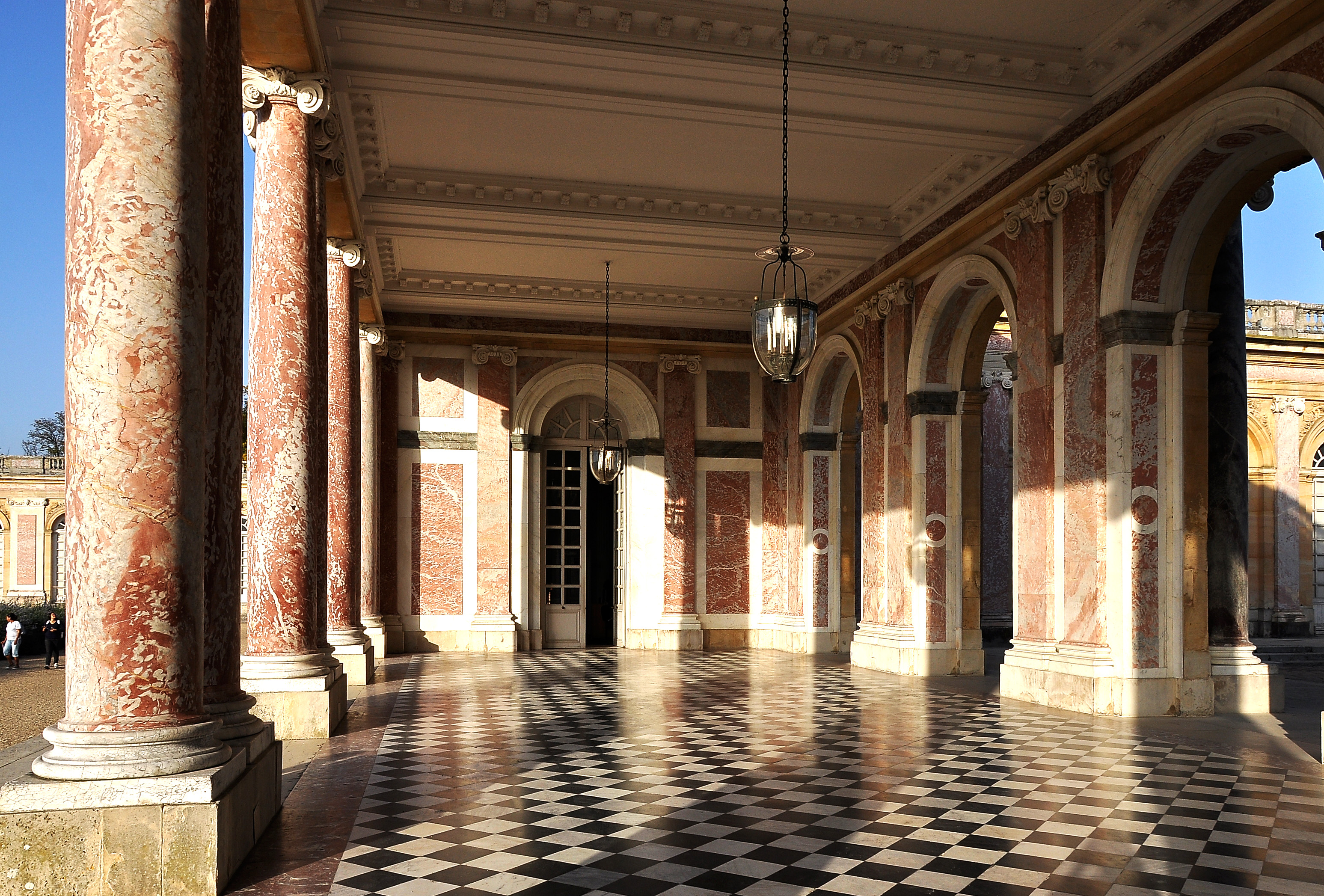
L'art classique français sous Louis XIV utilise de nombreuses variétés de marbre, il s’inspire en cela de l'art gréco-romain de l’Antiquité ainsi que de l'art Renaissance et baroque italien, mais en les revisitant.

Le marbre est utilisé depuis l'Antiquité comme matériau pour la sculpture et pour l’architecture. La consistance ferme et dense du marbre lui permet de prendre un beau poli, et sa translucidité associée au haut indice de réfraction des cristaux de calcite, principal composant des vrais marbres, permet à la lumière de « pénétrer » dans la superficie de la pierre avant d’être réfléchie, conférant à ce matériau (et surtout aux marbres blancs) une luminosité spéciale. Certains marbres ne sont pas unis et contiennent des veinages. Selon le taillage ou la coupe du marbre, l'artiste utilise ces veinages pour créer des motifs.
Le terme « marbre » est dérivé du grec marmaros, qui signifie « pierre resplendissante ». Dans l'histoire de l'art ce terme peut désigner une très grande variété de roches, de compositions, de duretés et de textures très différentes. Toute pierre de consistance ferme et capable de prendre un beau poli a souvent été appelée « marbre », mais les plus courants restent les vrais marbres au sens géologique.

## Les matériaux appelés «marbre»
Dans l'histoire de l'art, le terme « marbre » peut désigner de manière générale une grande variété de roches à consistance suffisamment ferme et dure et capables d'être lustrées au moyen du polissage. Ces roches sont en majorité des calcaires plus ou moins cristallisés.
Les vrais marbres au sens géologique moderne sont des roches métamorphiques entièrement constituées de cristaux de calcite, ce sont historiquement les plus abondamment utilisés en sculpture comme en architecture, ils sont de couleurs et de motifs très variés mais le blanc est le plus fréquent. Le « marbre statuaire » désigne les vraies marbres qui sont bien blancs et uniformes, sans veine ni tache, et avec un grain très fin et régulier, il est traditionnellement le plus utilisé pour la sculpture depuis l'Antiquité. Les géologues se sont donc fondés sur ce type de marbre qui est le plus connu et prestigieux pour désigner scientifiquement sous le terme « marbre » les roches apparentées qu'ils ont classées dans cette catégorie d'un point de vue pétrographique. Le sens du terme est donc assez restreint en géologie moderne.
Mais dans l'art et l’architecture le terme « marbre » englobe aussi historiquement beaucoup d'autres roches calcaires dures ayant une composition et des qualités équivalentes mais qui ne sont pas considérées comme des vraies marbres au sens géologique aujourd'hui: ils peuvent être des calcaires sédimentaires (non métamorphisés) d'origines diverses (récifs coralliens fossilisés, dépôts compactes de boue calcaire fossilisée, etc) qui sont parfois aussi durs et cristallisés que les vraies marbres, des brèches dures (conglomérats de composition très variée, mais souvent calcaire, parfois métamorphisés et recristallisés), des albâtres, etc.
A coté des calcaires, de nombreuses roches polissables non calcaires et pouvant être très différentes ont aussi été fréquemment appelées « marbre » et ont parfois été utilisées en mélange avec les marbres calcaires dans l'art et l'architecture. Ainsi des roches silicatées qui sont bien plus dures comme les granites, les diorites, les gneiss, les porphyres, les quartzites, les basaltes ou la serpentinite, etc., qui ne sont pas des vraies marbres au sens géologique moderne et en sont même très éloignées, sont aussi souvent appelés (improprement) « marbre ».
Les marbres antiques sont de composition très variée, ils comprennent également des roches silicatées. Les marbres modernes, ceux que l'on utilise à partir de la Renaissance, désignent essentiellement des roches calcaires (qu'ils soient métamorphiques ou non), les autres roches polissables prennent aujourd'hui formellement d'autres noms bien que le terme « marbre » est encore assez fréquemment utilisé dans le langage courant pour les désigner.

## Préhistoireet laProtohistoire

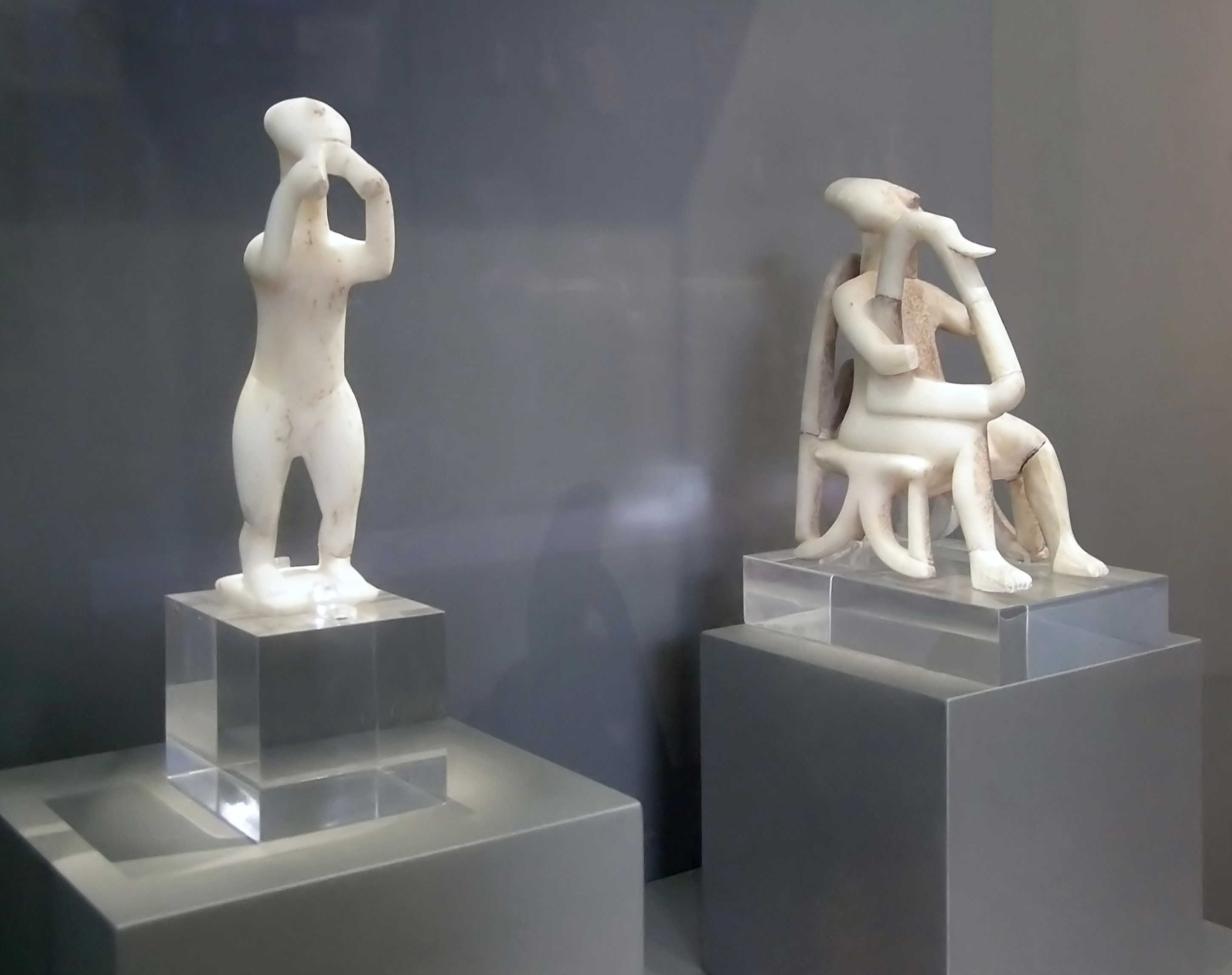
Un flutiste et un harpiste en marbre des Cyclades, Civilisation cycladique, Grèce, vers 2600 av. J.-C.

La réalisation des premiers objets en marbre remonte à l'époque néolithique (« âge de la pierre polie ») : dans les Cyclades, où le marbre (de vraies marbres au sens géologique) est particulièrement abondant (surtout dans les îles de Paros et Naxos). Les exemples les plus connus sont de petites idoles et des sculptures plus grandes, datées à partir de la fin du IV millénaire av. J.-C. et le III millénaire av. J.-C. (3200-2000 av. J.-C.), caractéristiques de la production artistique de la civilisation des Cyclades.
Quelques variétés de marbres originaires du Péloponnèse (comme le « porphyre vert antique ») furent utilisées par la civilisation minoenne.
Dans l’Égypte ancienne, à partir de l’époque pré-dynastique, différentes variétés de granits, diorites, gneiss, basaltes, schistes, des calcaires divers et notamment l'albâtre égyptien, furent travaillées pour la réalisation de vases rituels. À partir de la IIe dynastie égyptienne commence l'emploi du syénite, une roche granitique qui fut utilisée pour le revêtement des pyramides de Khephren et de Mykérinos.

## Les marbres grecs

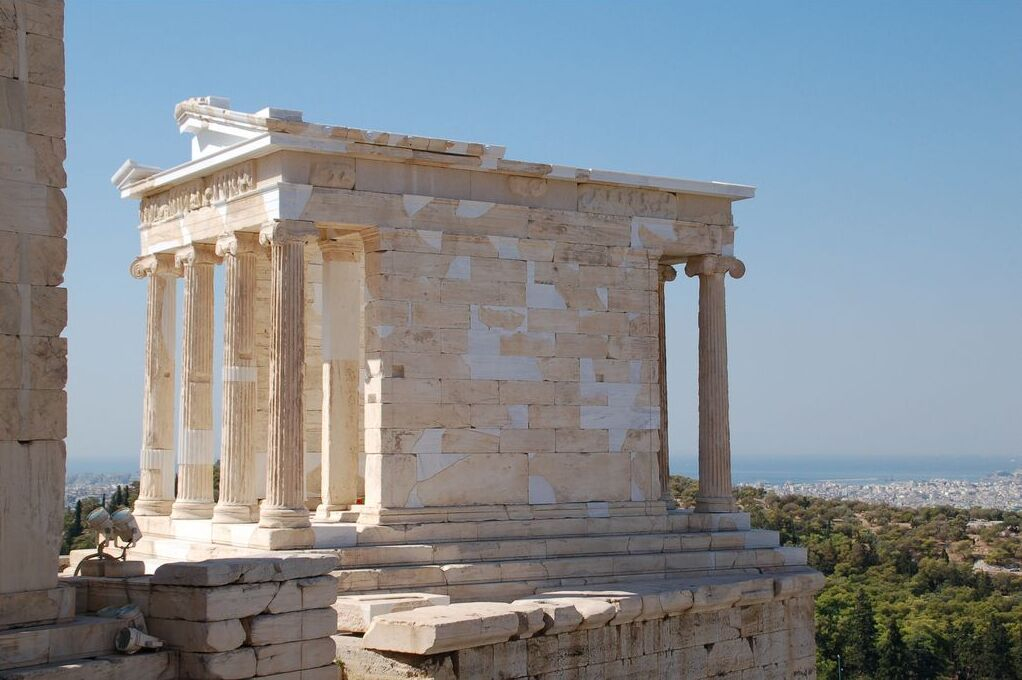
Architecture athénienne en marbre du Pentélique, ici le petit temple d'Athéna Nikè sur l’Acropole. Les blocs de marbre plus clairs sont des restaurations récentes.

La Grèce antique était riche de carrières de marbre, avec des nombreuses variétés précieuses de marbres blancs antiques (Pentélique, Thasos, Naxos, Paros), ce sont de vraies marbres au sens géologique du terme (puisque les géologues modernes se sont fondés sur ce type de marbres, qui sont les plus connus dans la culture classique, pour désigner scientifiquement une catégorie de roche sous ce nom). Du fait de son abondance et de son accessibilité le marbre fut largement diffus depuis les origines de la sculpture grecque.
Originairement en bois, recouverts d'argile cuite peinte de couleurs vives, destinée à protéger le bois, les temples grecs seront progressivement construits en marbre (dans les Cyclades) ou en calcaire gris coquillé (dans le Péloponnèse) accédant ainsi à une dimension monumentale. Dans cette nouvelle architecture, toute de pierre constituée, charpente comprise, les éléments fonctionnels tels métopes et triglyphes de la frise dorique qui étaient à l'origine des plaques de terre cuite qui protégeaient de l'humidité la charpente en bois, accèdent à une valeur purement décorative. Même chose les annelets des colonnes, qui à l'origine étaient les cerclages des colonnes en bois.
L'usage dans l'architecture d'époque classique se propage, à partir surtout des monuments et des temples de l’Acropole d'Athènes du Ve siècle av. J.-C. Le Parthénon comme tous les temples de l'acropole est entièrement construit en blocs de marbre pentélique, même les tuiles étaient sculptées dans le marbre.

## Les marbres romains

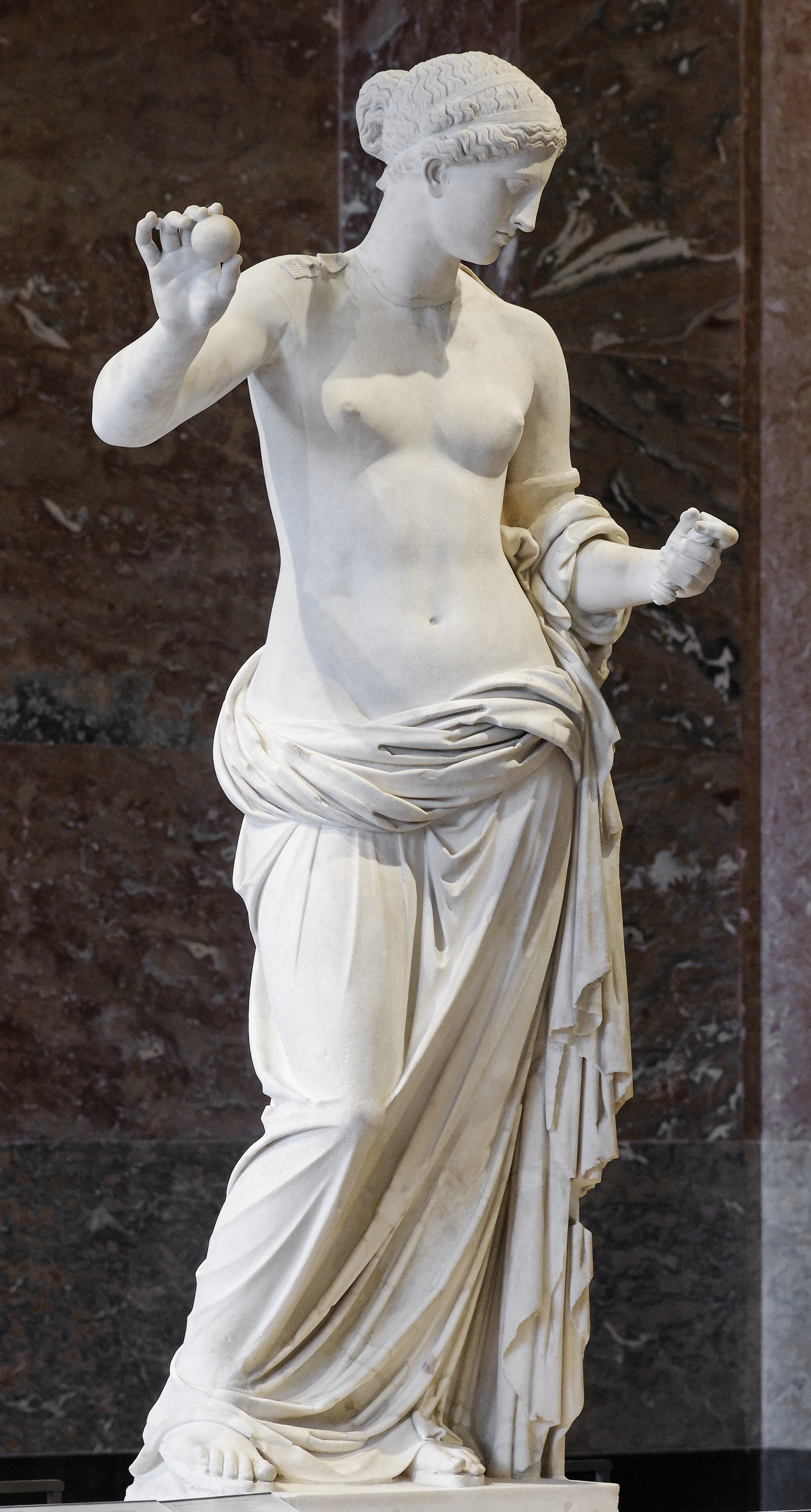
La Vénus d'Arles, du Louvre, fait partie des nombreuses copies romaines en marbre des chefs-d’œuvre de la sculpture grecque (dont les originaux aujourd'hui perdus étaient souvent en bronze). Redécouverte au XVIIe siècle et restaurée par Girardon, elle fut une source d'inspiration majeure pour le style de la sculpture française sur marbre du Grand Siècle.

Influencé par la culture grecque, le marbre fut considéré dans la Rome antique comme matériau particulièrement précieux et au fur et à mesure que de nouveaux territoires étaient conquis, Rome commença les importations. Les coûts élevés du transport des carrières souvent lointaines du lieu d'emploi le rendirent initialement comme matériau de luxe, donc utilisé pour les monuments publics ou pour les riches décorations internes des demeures privées.
À l’époque de la République romaine les premiers temples construits entièrement en marbre blanc (IIe siècle av. J.-C., le temple d'Hercule Victorieux au Forum Boarium) utilisaient des marbres importés des carrières grecques, accompagnés probablement de maîtres en mesure d'en exécuter le travail (la Grèce était devenue province romaine en 146 av. J.-C.) avec l’intention d’impressionner le "public" avec l’emploi massif de ce matériau très coûteux et culturellement significatif.
En même temps, débuta l'importation de quelques variétés de marbres de couleur (parmi les plus diffus, le "jaune antique", l’"africain", le "Phrygie", le "cipolin"), qui furent utilisés, d'abord en fragments insérés dans les mosaïques, et ensuite en grandes plaques, pour les revêtements des murs et des sols des intérieurs des riches demeures patriciennes.
Toujours au cours du IIe siècle av. J.-C., débuta l'exploitation des carrières de Luni (hameau de Ortonovo, aujourd'hui « marbre de Carrara »), qui représentait un substitut de bonne qualité et plus économique (au niveau transport) que les marbres blancs importés de Grèce.

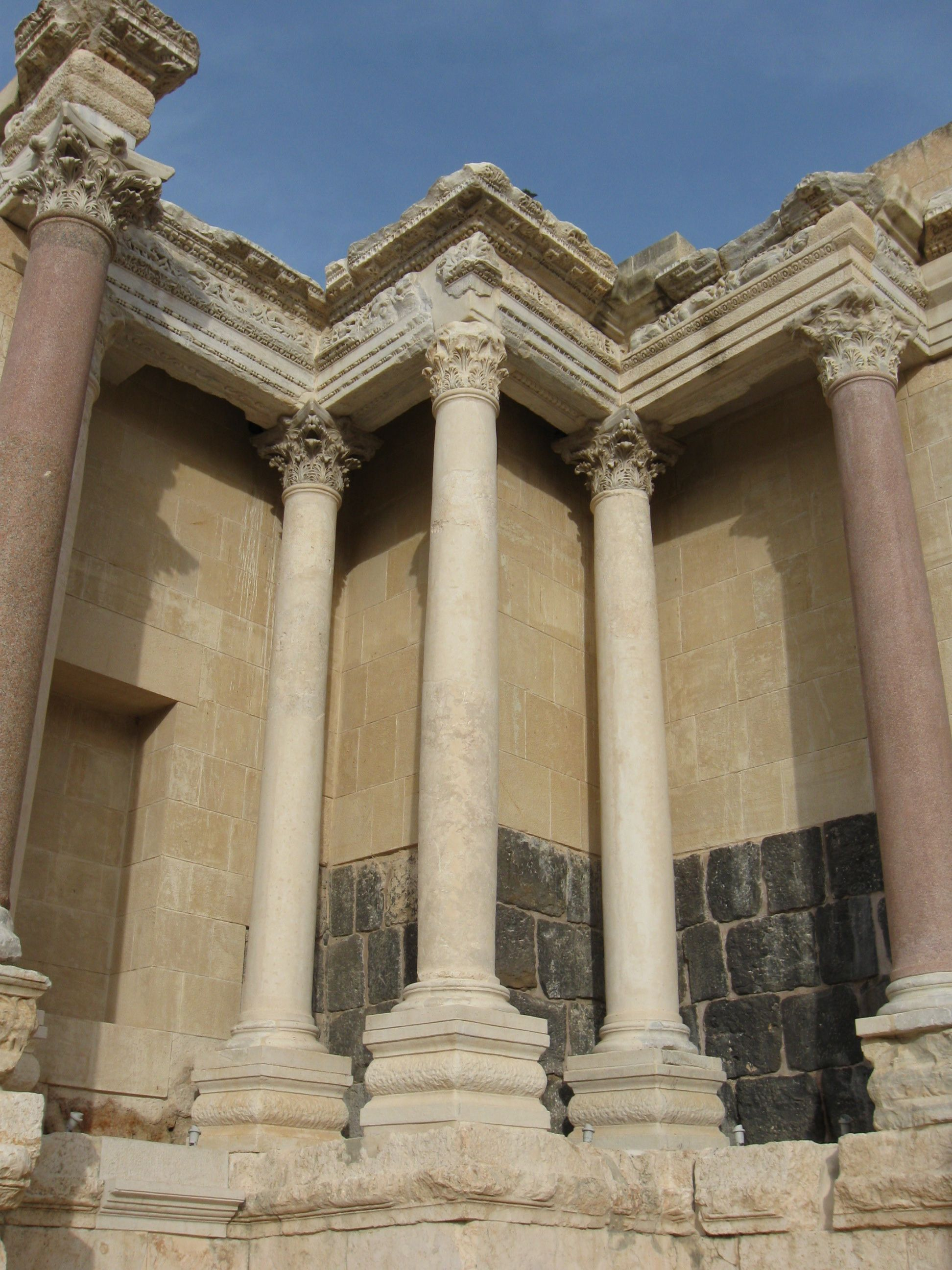
Colonnes romaines en granite rouge et marbre clair, Scythopolis, Israël.

Avec l'époque d’Auguste, furent importées d’autres variétés de marbres ("rouge antique", "cipolin"). Après la conquête de l’Égypte (31 av. J.-C), commença l'importation de pierres égyptiennes, lesquelles carrières passèrent de la propriété des souverains ptoléméens à la propriété impériale et qui, par conséquent, furent utilisés seulement pour les plus importants monuments publics voulus par l'empereur (porphyre rouge, divers types de granites, basaltes et d'albâtres).
Les carrières de marbres plus importants devinrent progressivement propriété impériale. L’organisation soignée du travail et l'approvisionnement vers Rome permirent une grande diffusion de l’emploi des principales variétés dans toutes les villes de l’Empire romain. La propriété impériale des carrières assurait la disponibilité des matériaux nécessaires pour les grands programmes de l'industrie du bâtiment public, pendant que le surplus était revendu pour l’emploi privé. On diffusa en particulier les plaques pour le revêtement des murs internes et des planchers, et les fûts de colonne en différents marbres colorés, qui enrichissaient les espaces internes des monuments publics et des maisons plus riches.
Des carrières d'autres variétés restèrent de propriété privée et eurent une diffusion plus limitée, à caractère régional ou bien pour des éléments de décoration de petites dimensions venant des carrières dont les veines ne consentent l’extraction de grands blocs. Les marbres colorés furent utilisés même pour les sculptures avec « thème exotique » ou en relation avec le sujet représenté (exemple de statues de « barbares prisonniers »).

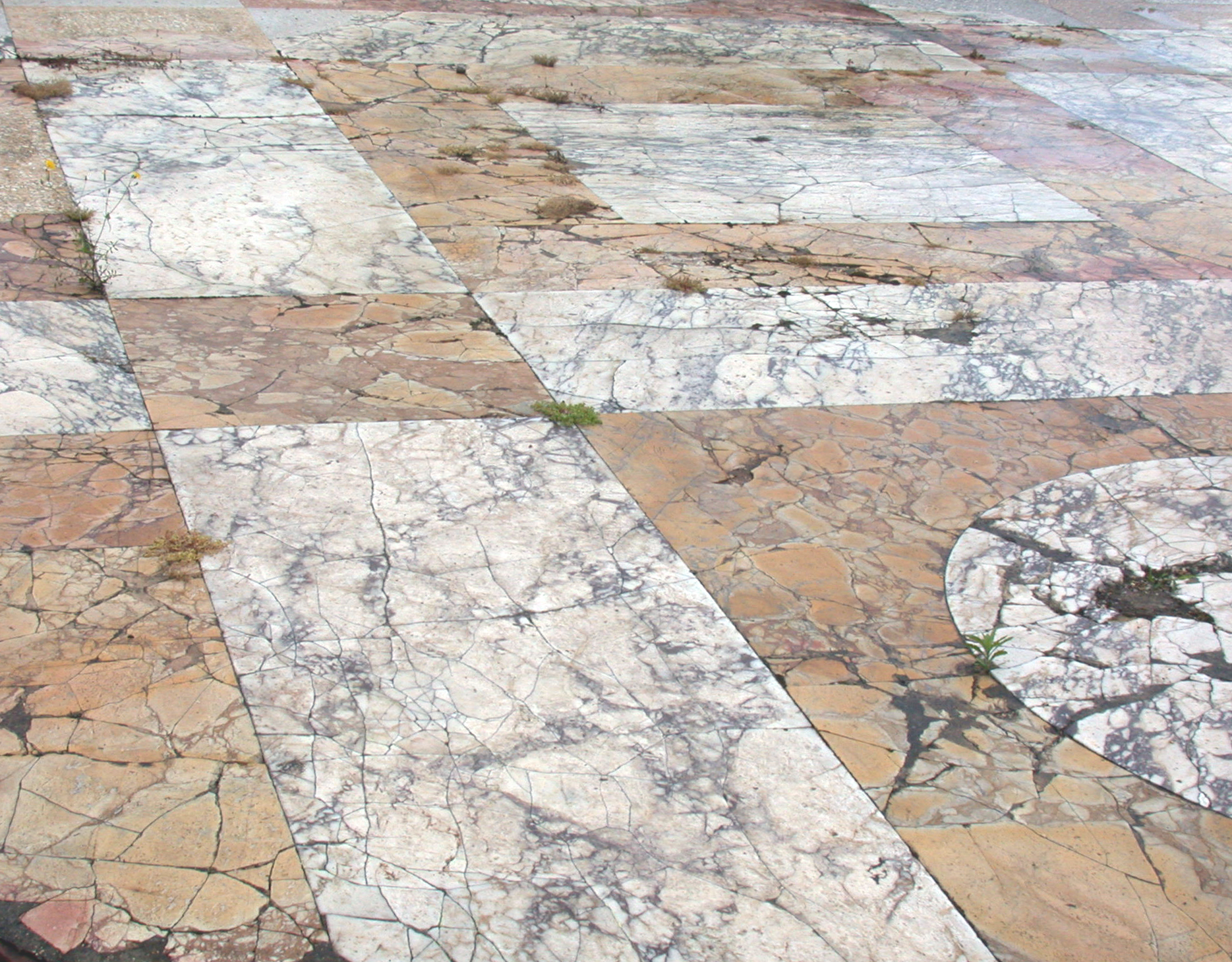
Pavement en plaques de marbre jaune antique et veiné noir dans l'exèdre du Forum de Trajan à Rome

L'utilisation des différentes variétés dépendait du coût de transport (vu la difficulté des transports sur terre, l'éloignement de la mer et/ou l’absence de cours d'eau navigables pouvaient rendre prohibitifs les coûts, du moins pour l'usage privé), de la possibilité d'extraire une quantité consistante de blocs de grandes dimensions, des changements dans le mode d'extraction.
À partir de la fin du IIe siècle, même en Italie le marbre de Luni fut progressivement supplanté par le marbre du Proconnèse, un marbre blanc provenant de la petite île de Proconnèse, dans la mer de Marmara, favorisé par la proximité des carrières et de la mer, par laquelle les blocs extraits pouvaient être directement chargés sur les bateaux pour le transport. L'abondance de veines exploitables même pour de grands blocs et l'organisation du travail dans les carrières, qui produisaient des produits semi-finis ou entièrement finis (chapiteaux, fûts de colonne, sarcophages) permettait de maintenir les coûts et favorisa la diffusion de ce marbre aux siècles suivants (ce fut le marbre utilisé pour la construction de Constantinople).

## Moyen Âge

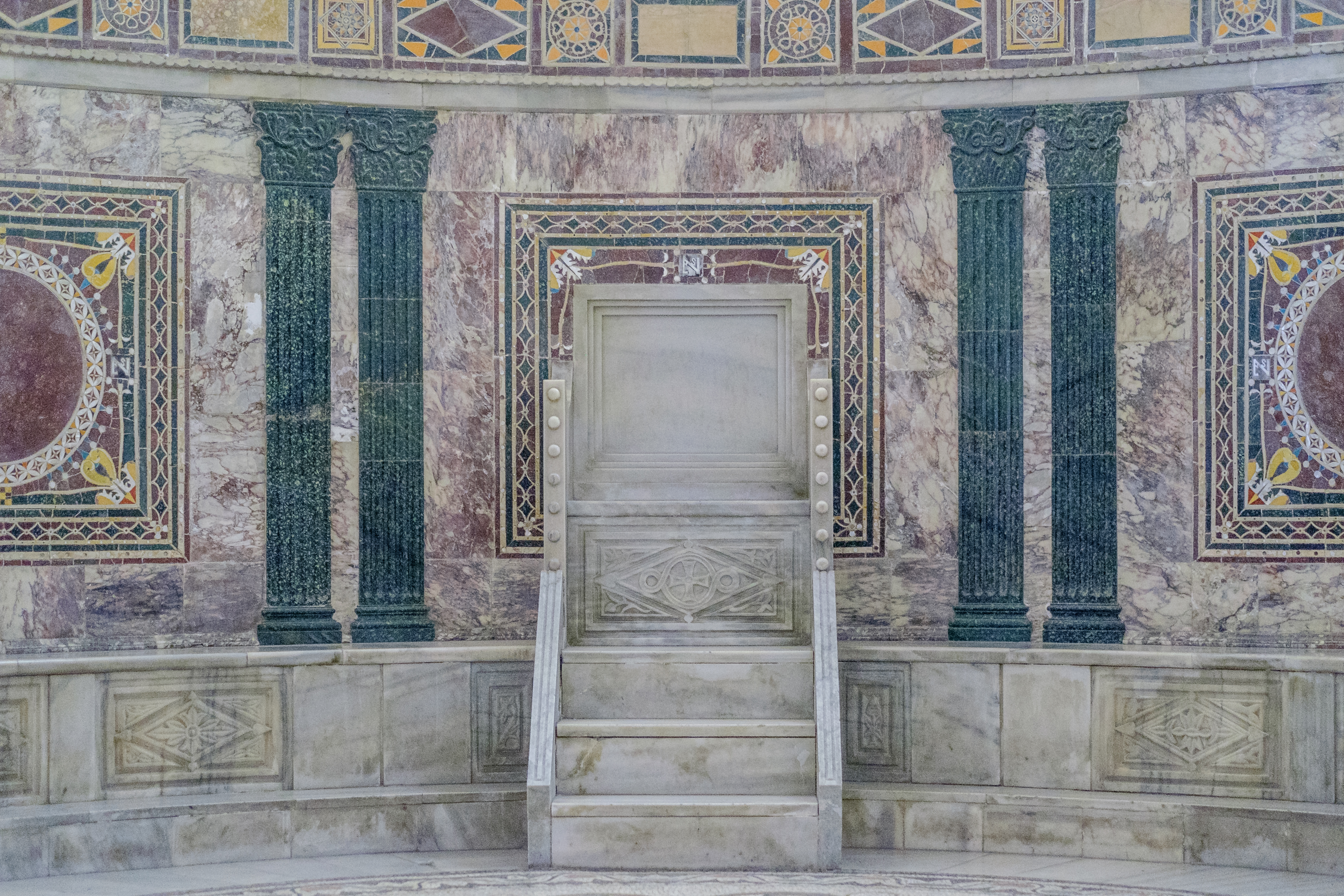
Chaire et bancs en marbre blanc avec décor en opus sectile ou marqueterie de marbres divers, comprenant du porphyre vert et rouge, dans l'abside de la basilique Saint-Vital de Ravenne. VIe siècle.

Loin de s'être perdu durant le Moyen Âge, l'usage du marbre continue de se développer et de se raffiner notamment dans le monde byzantin, ainsi qu'en Italie aussi bien avec la continuité de l'art paléochrétien qu'avec l'architecture et la sculpture romanes puis gothiques.
La basilique Sainte-Sophie (Hagia Sophia) de Constantinople, construite au VIe siècle, se pare d'une grande quantité de marbre de nombreuses variétés, en continuant ainsi la tradition romaine. Ses colonnes monumentales sont taillées dans les marbres les plus précieux mais aussi dans des roches très dures et prestigieuses comme le porphyre rouge importé d’Égypte (qui était encore une province de l'empire). Cette basilique restera un modèle pour l'architecture byzantine durant tout le Moyen Âge et aussi pour les autres cultures. Le marbre sera surtout utilisé dans un esprit de parement précieux, on recherche alors les couleurs et les motifs les plus particuliers et les plus variés, les plus rares sont les plus appréciés, pour servir de panneaux décoratifs (notamment disposés en "livre ouvert") ou de colonnes. Le marbre blanc quant à lui sert notamment pour les fins motifs sculptés des délicats chapiteaux typiquement byzantins et des frises.
Cependant durant le Haut Moyen Âge, en dehors de l'Empire byzantin, la chute des réseaux commerciaux et la faiblesse des gisements locaux connus de l'époque feront que l'art du marbre s’amenuisa dans une grande partie de l'Europe occidentale (sauf en Italie, riche en gisements). Durant cette période cet art se résumera assez souvent à des spolia de colonnes romaines, comme c'est le cas dans l'architecture mérovingienne (dont il ne nous reste malheureusement pas de vestige d'importance pour nous en donner une bonne idée) où l'on voit la réutilisation de futs de colonnes romaines en marbre de couleur surmontés de nouveaux chapiteaux en marbre blanc des Pyrénées, un des rares gisements qui continue d'être exploité à l'époque en France. Ces chapiteaux reproduisent plus ou moins les modèles romains mais s'individualisent en un style propre. L'architecture carolingienne, sous l'effet de l'influence byzantine, connait une légère renaissance de l'art du marbre mais non durable. Parallèlement, on remarquera une tradition similaire de réemploie, un peu plus tardive, dans les premiers monuments du monde musulman, comme dans les grandes mosquées de Cordoue et de Kairouan, bien conservées, dont les modes et les formes s'inspirent de l'architecture paléochrétienne locale mais réutilisent essentiellement des colonnes et des chapiteaux en marbre de réemploie direct issues des anciens monuments romains et chrétiens en ruine après la conquête musulmane.

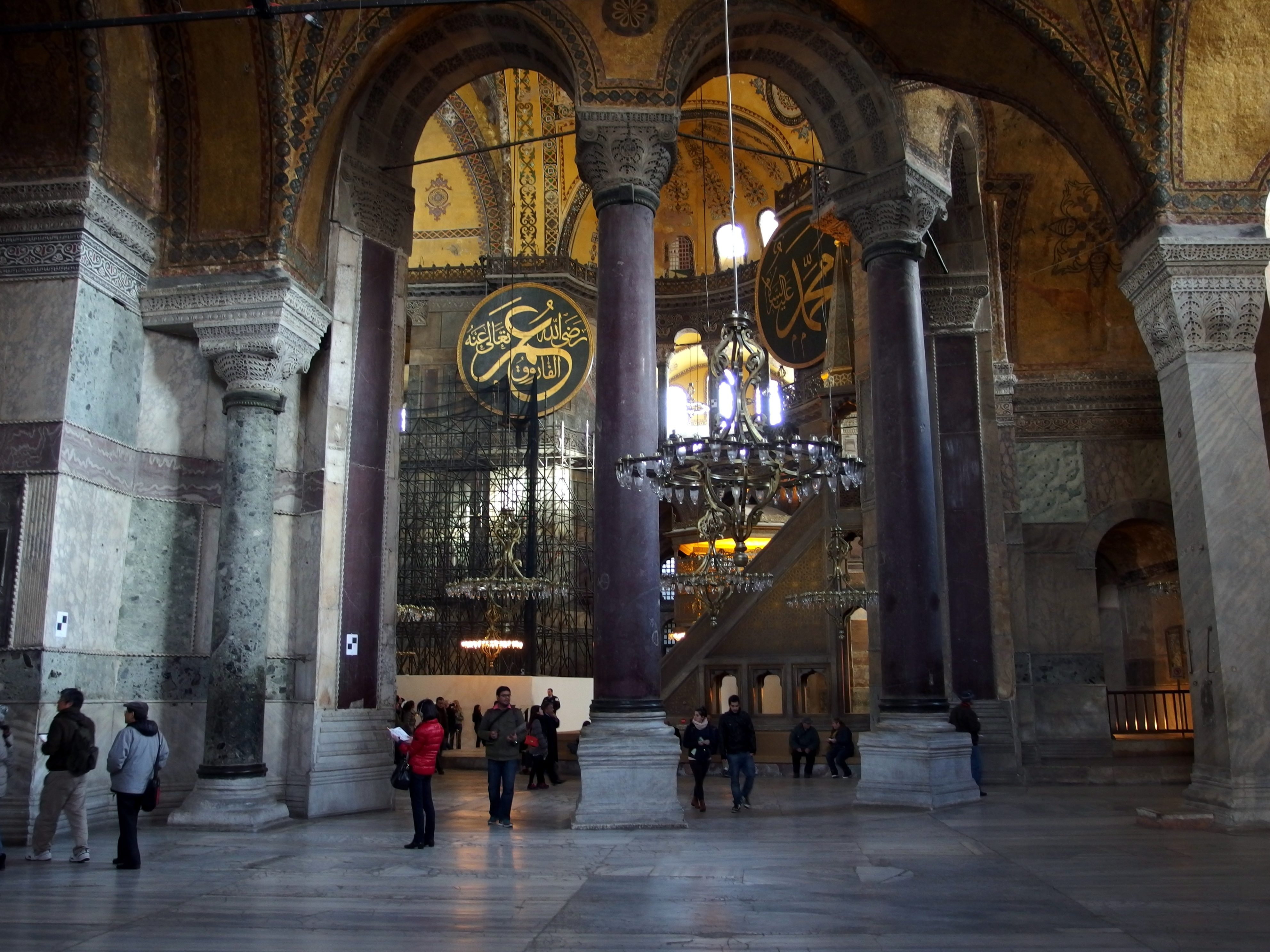
Les sols, les colonnes et les murs intérieurs de la Hagia Sophia de Constantinople (VIe siècle) sont entièrement en divers marbres les plus précieux de l'époque, tandis que toutes les voutes étaient autrefois en mosaïques à fond d'or.
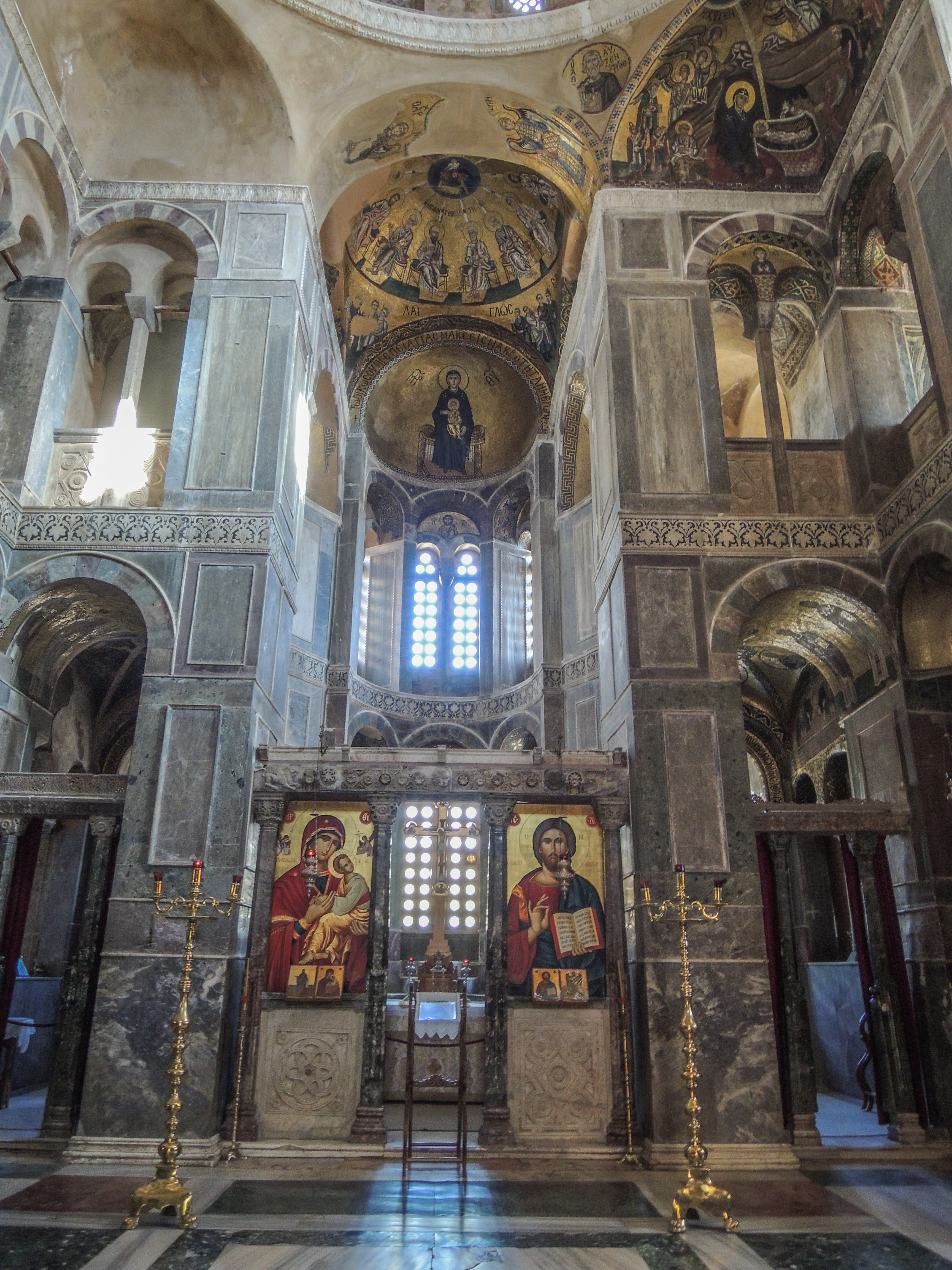
La tradition byzantine du marbre  évolue avec le temps, mais perdure durant tout le Moyen Âge en influençant d'autres cultures. Ici l'église du monastère Saint-Luc, Grèce, XIe siècle.
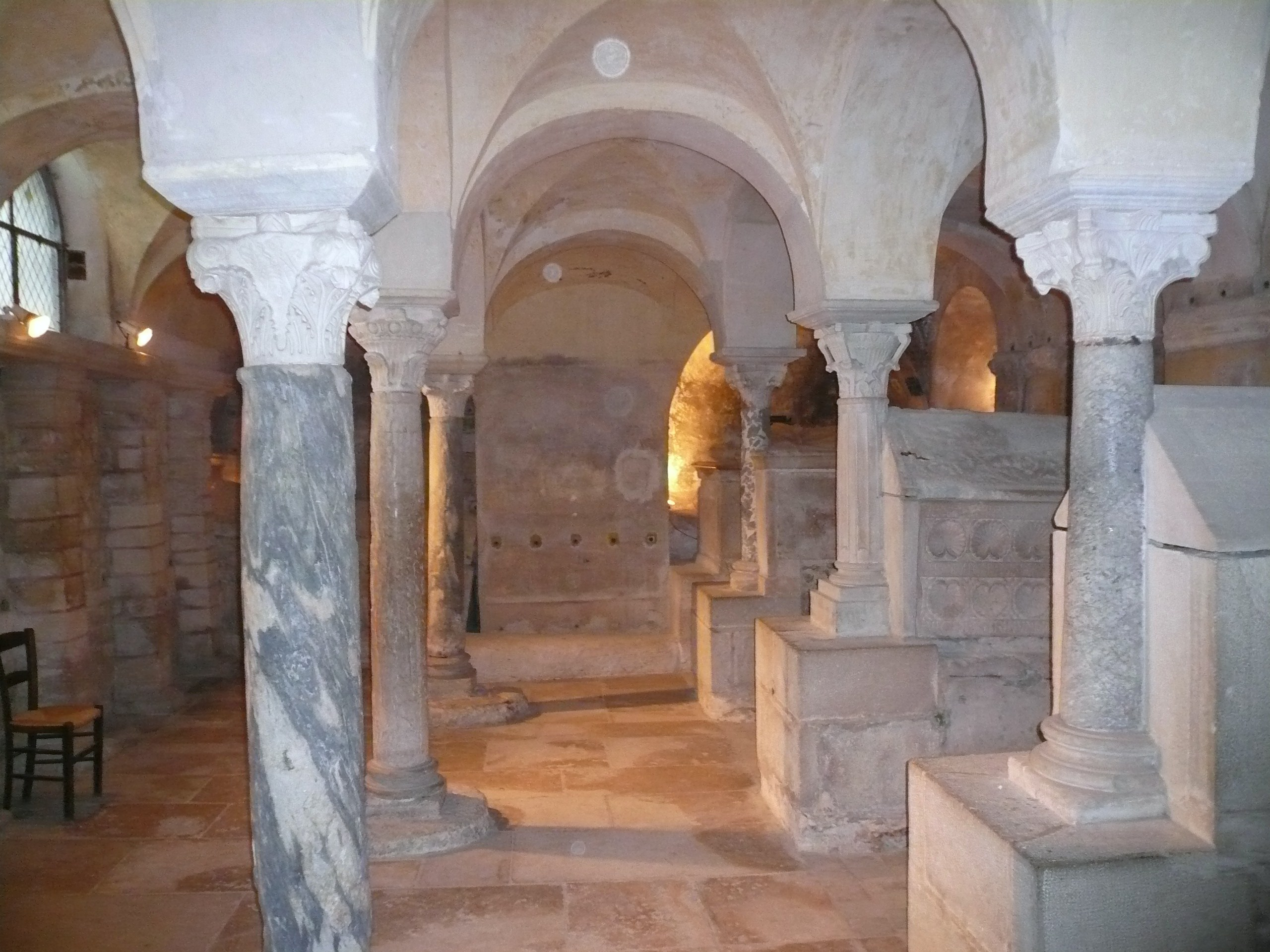
Les colonnes mérovingiennes comme celles des cryptes de Jouarre, VIIe siècle, sont des récupérations de futs de colonnes en marbre romaines, auxquels sont ajoutés de nouveaux chapiteaux en marbre blanc des Pyrénées.
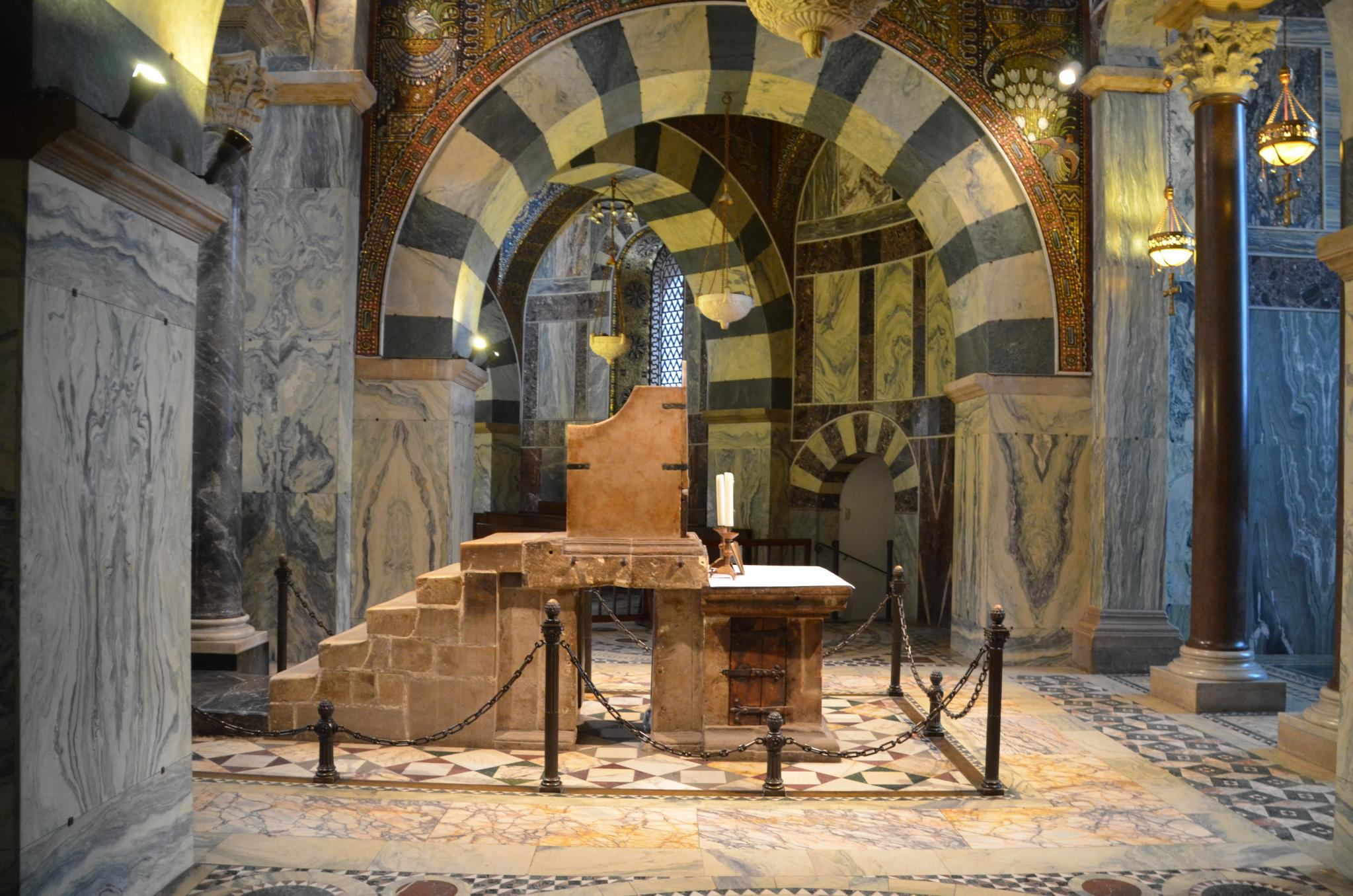
La Chapelle palatine de Charlemagne, construite entre 792 et 804 (restaurée au XIXe siècle), d’influence byzantine, est entièrement parée de marbres divers. La matière est en grande partie du réemploie importé d'Italie mais entièrement retravaillée.
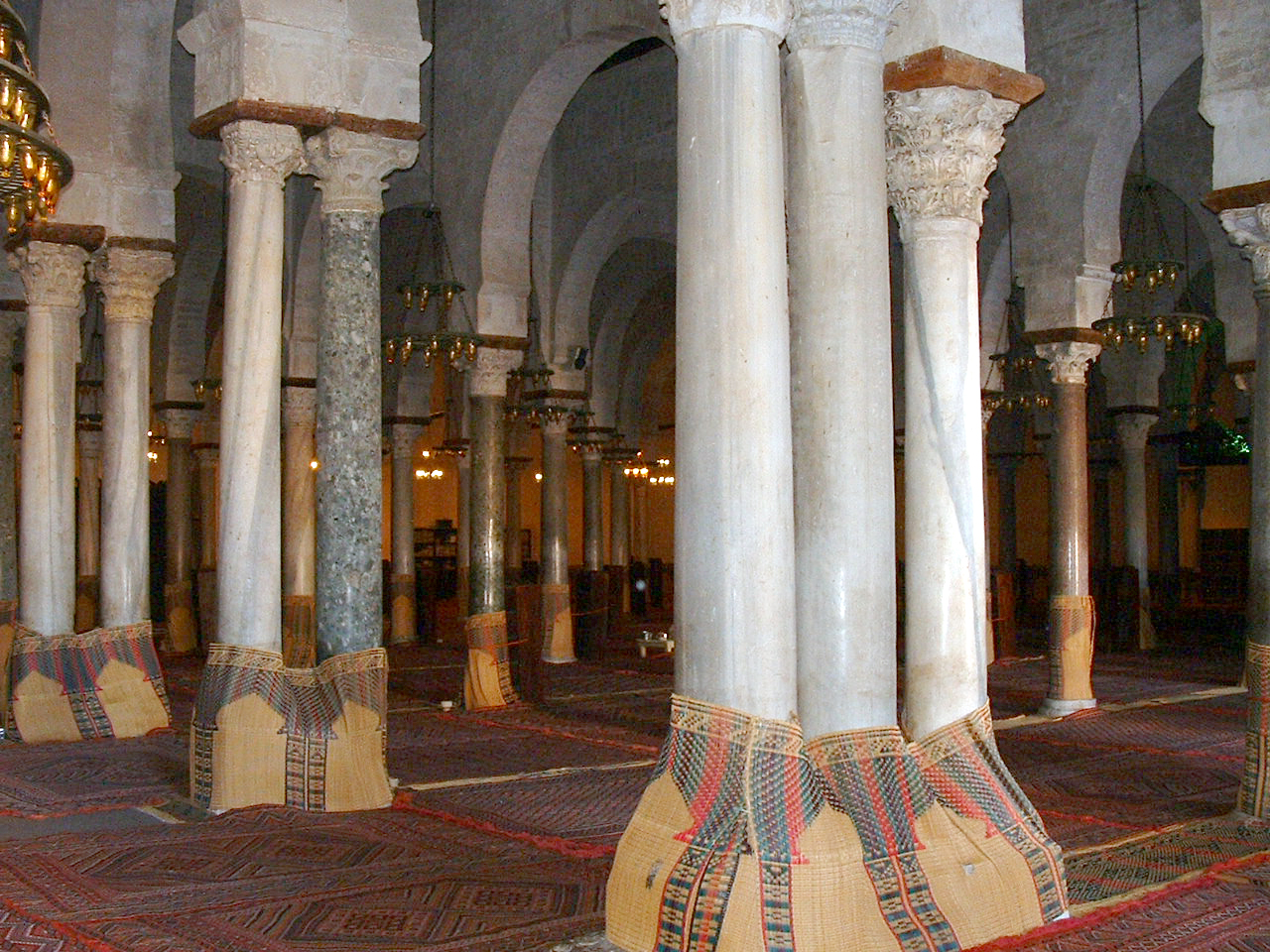
Salle de prière de la grande mosquée de Kairouan, IXe siècle. Les nombreuses colonnes en marbres de diverses couleurs avec leurs chapiteaux sont des réemploies directs de sites antiques romains mais aussi byzantins.

En Italie en revanche, le marbre continue d'être très utilisé durant tout le Moyen Âge, de nombreux monuments grandioses en témoignent. L'architecture paléochrétienne du Haut Moyen Âge italien continue celle de l'Antiquité, et le marbre en fait naturellement partie, elle se mêle de quelques influences byzantines. Durant le Bas Moyen Âge en revanche, l'Italie se convertit aux nouveaux gouts architecturaux plus septentrionaux, venant d'Italie du Nord, de France et d'Allemagne : l’architecture romane, puis l'architecture gothique, qui dans leurs régions d'origine n'utilisent que peu le marbre. Mais l'Italie filtrera et adaptera profondément ces nouveaux apports avec sa propre identité artistique, héritée de la Rome antique. Les formes, les principes et les décors romains antiques s'imprégneront dans ces nouveaux styles comme pour les italianiser. C'est alors que le marbre, perçu comme italien par essence, trouvera l'occasion d'une expression renouvelée dans l'art médiéval italien, préparant déjà le terrain de la Renaissance. Les monuments religieux médiévaux de Pise, Lucques, Sienne, Florence sont parmi les nombreux exemples éclatants.

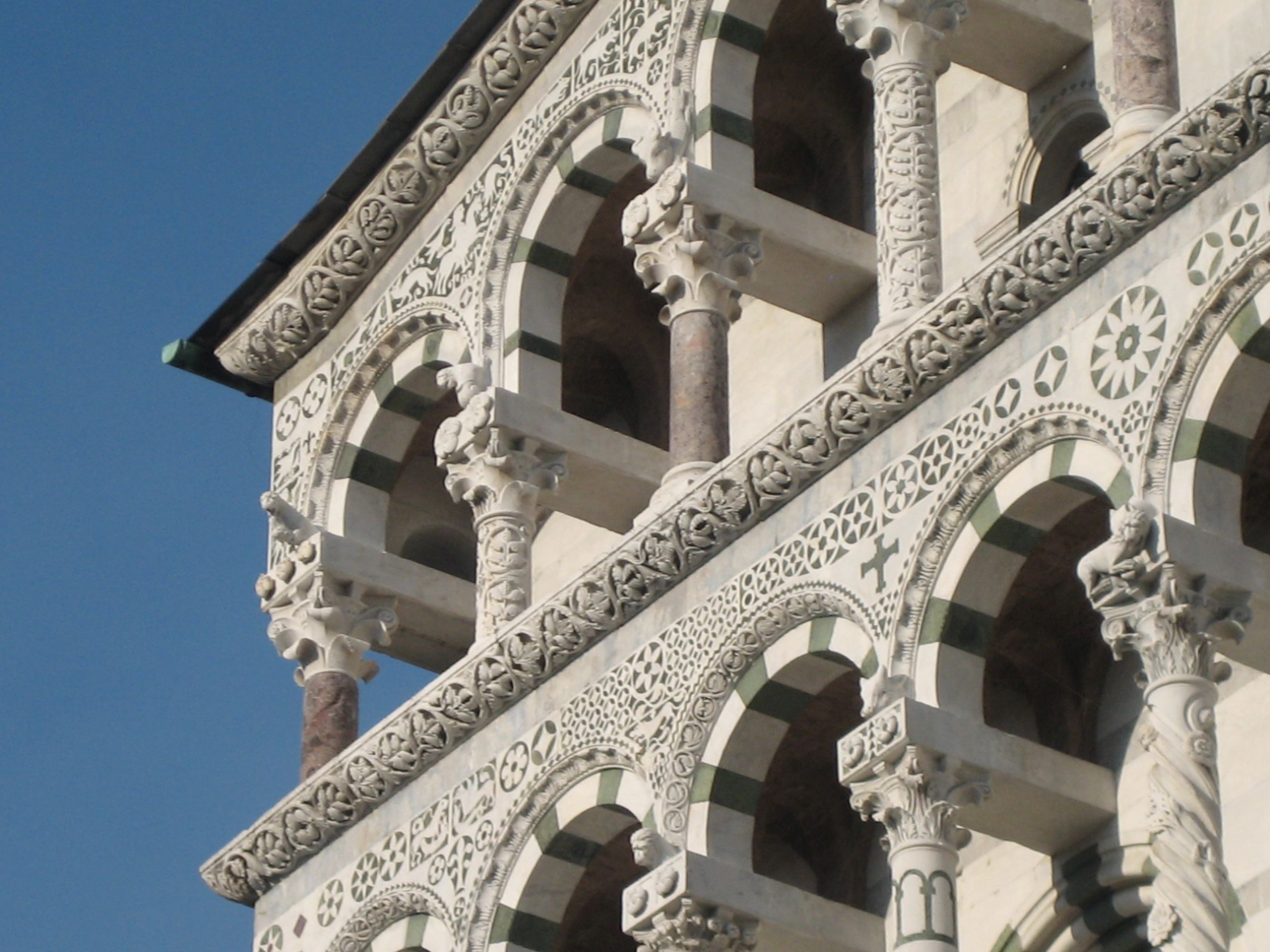
Détail de la façade en marbre sculpté et marqueté de la cathédrale de Lucques. Style roman italien, XIIe-XIIIe siècle.
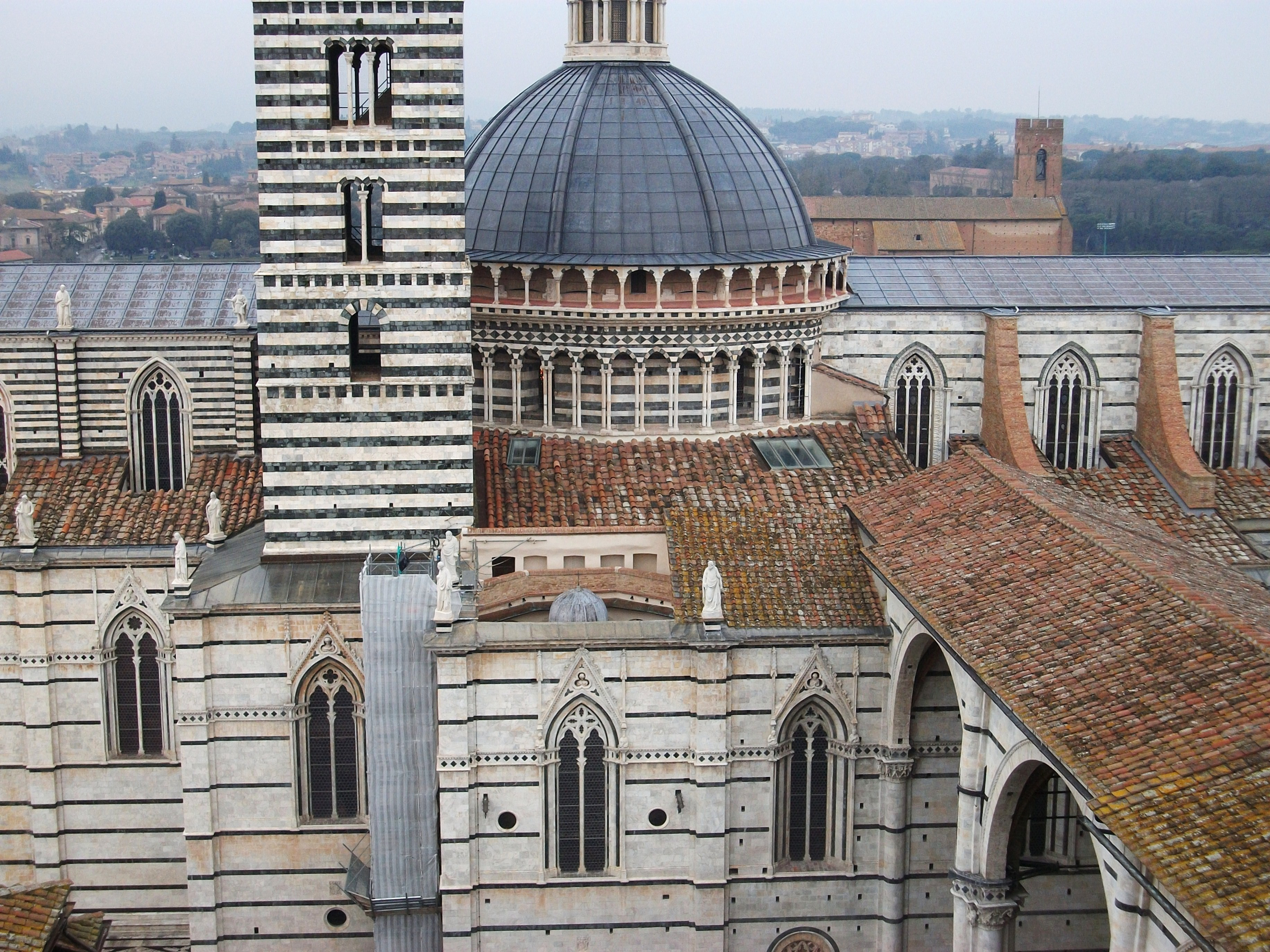
Mélange d'architecture romane (dôme et campanile) et gothique (murs et baies) en marbre blanc et noir, du XIIe au XIVe siècle, de la cathédrale de Sienne.
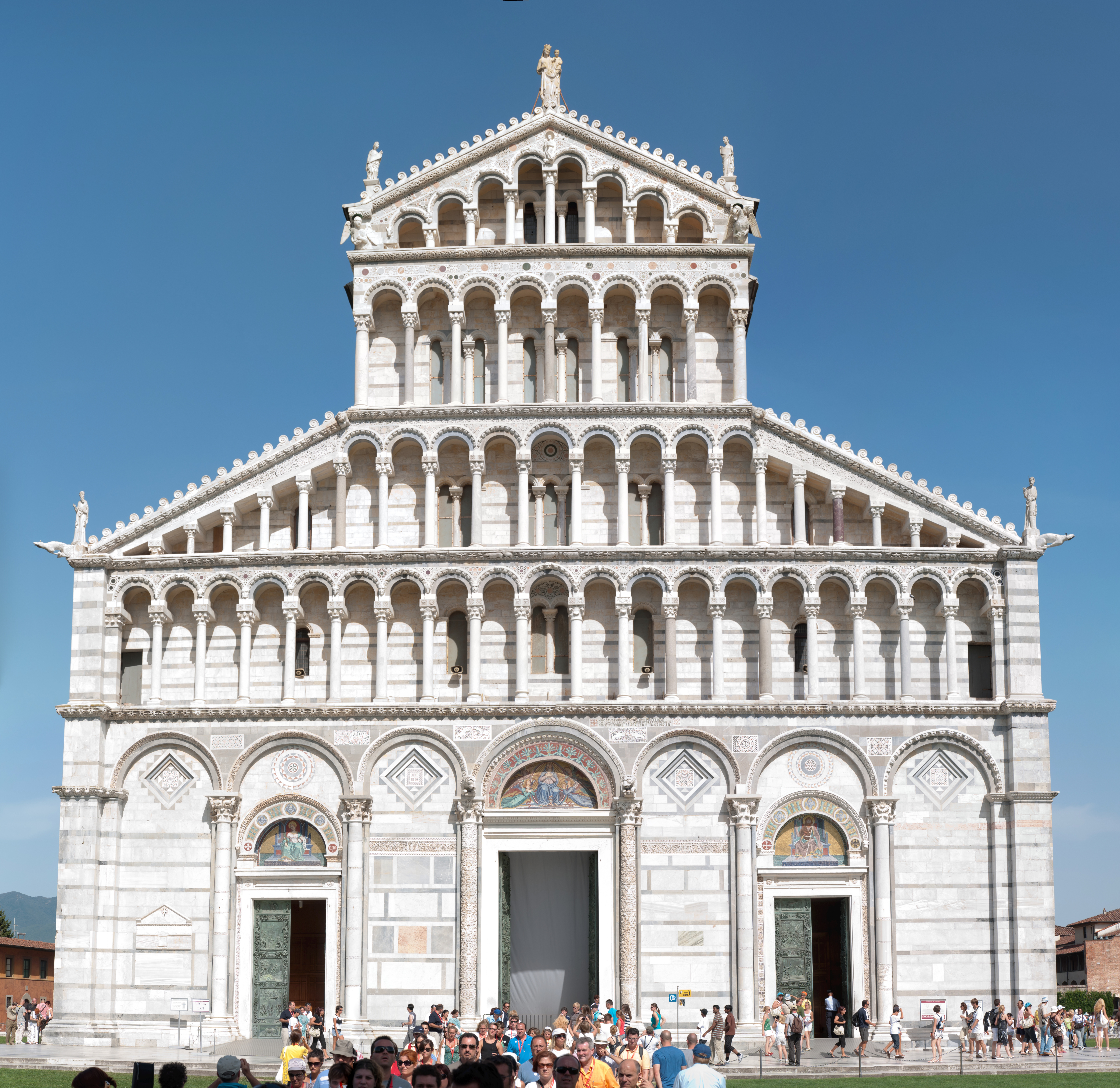
Façade finement marqueté de la cathédrale de Pise, toute en marbre. Style roman italien du XIe-XIIe siècle. (Détails visibles en agrandissant la photo.)
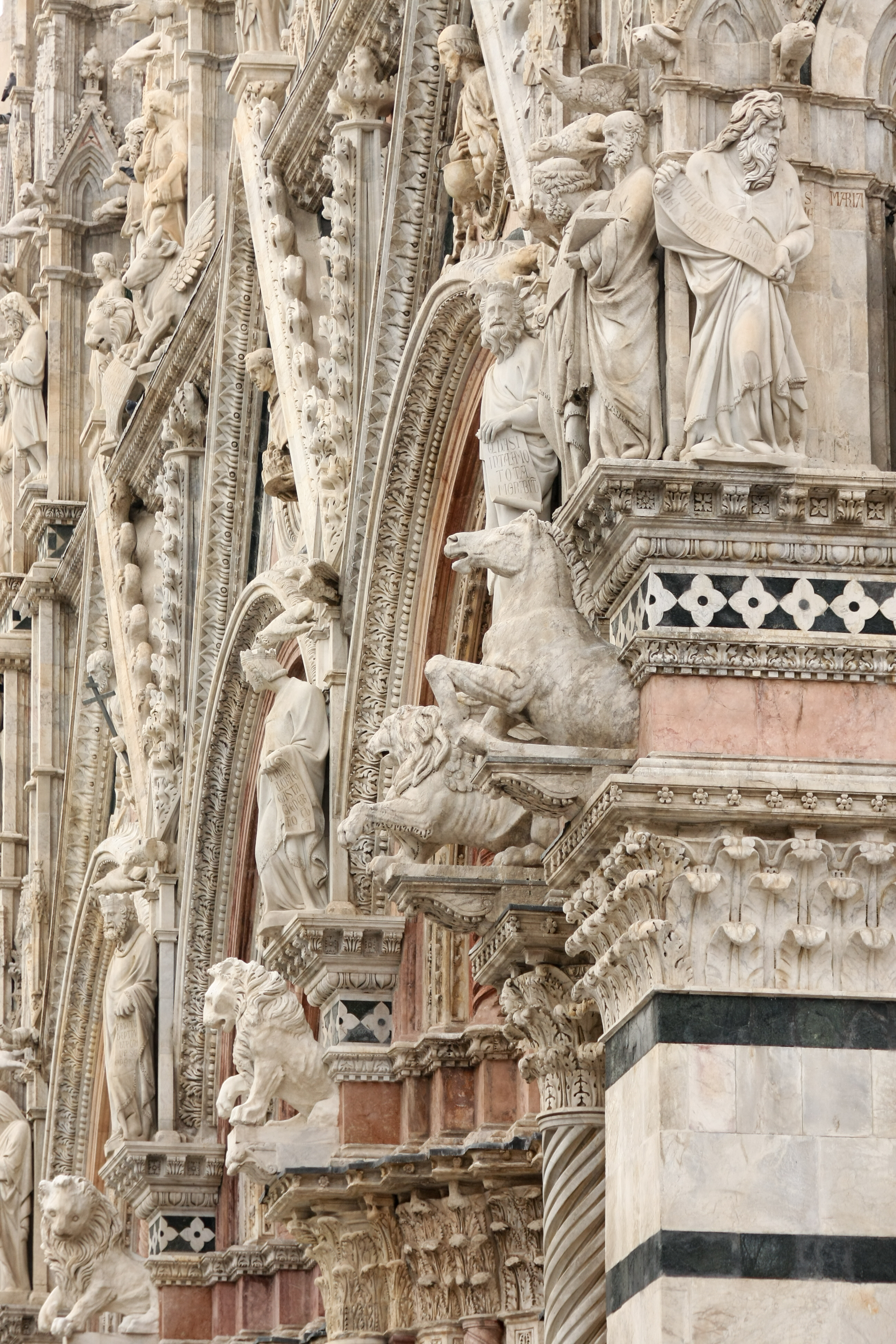
Façade gothique de la cathédrale de Sienne, XIIIe siècle, en partie conçue et sculptée par les Pisano père et fils, célèbres sculpteurs gothiques sur marbre.
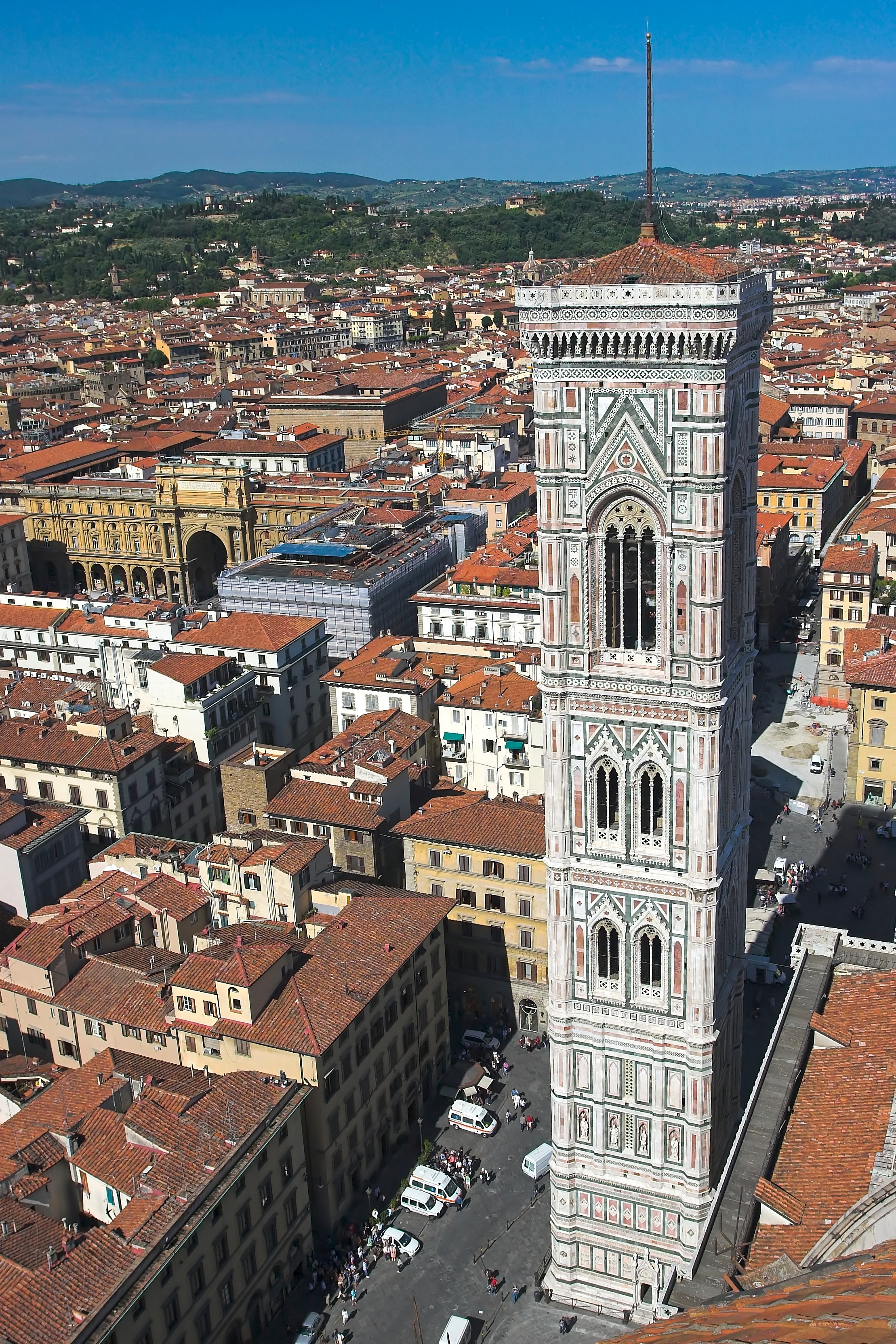
Le campanile de Giotto de la cathédrale de Florence, XIVe siècle, est entièrement paré de marbre finement ouvragé, blanc, rose et vert.

Au début de 1339, le pavement de la cathédrale de Sienne en Italie a commencé à être travaillé en marqueterie de marbre. L'ouvrage est complété au XVe siècle et jusqu'au XIXe siècle. C'est une œuvre artistique qui exprime soixante scènes. Elle est encore aujourd'hui une des plus visitée.

## Marbres modernes
Vers les XVe et XVIe siècles le goût pour le marbre reprit de la vigueur, grâce à la Renaissance italienne (Rinascimento) qui se répandra en France puis dans le reste de l'Europe. Les règnes glorieux des Médicis souverains de Toscane, avait relevé l’usage du marbre depuis la fin du Moyen Âge. Michel-Ange avait reconnu et prouvé que l’étude de l’Antiquité était le vrai guide du bon goût dans l’art de la sculpture. L’érection de l’église Saint-Pierre à Rome, montra l’heureux parti qu’on pouvait tirer des marbres antiques. Pise, Florence et Rome devinrent célèbres. Les Médicis firent redécouvrir le marbre dans toute l’Europe.
Durant la période baroque en Italie, à partir de la première moitié du XVIIe siècle, notamment avec le Baroque romain, le marbre est très intensivement utilisé, avec de très nombreuses variétés, on assiste à une véritable orgie de marbre, jamais vue jusqu’alors, qui se déploie principalement dans le décor intérieur de nombreuses églises romaines, puis dans toute l'Italie. Quantité, monumentalité, multiples couleurs, formes les plus recherchées, sculptures les plus expressives et mouvementées et marqueteries les plus raffinées, on atteint là l'apogée du travail du marbre. C'est aussi à cette époque qu'on refait le décor intérieur de la basilique Saint-Pierre de Rome, faisant disparaitre le décor marmoréen plus classique de la Renaissance, passé de mode, c'est l'église du Gesù qui a donné le ton.

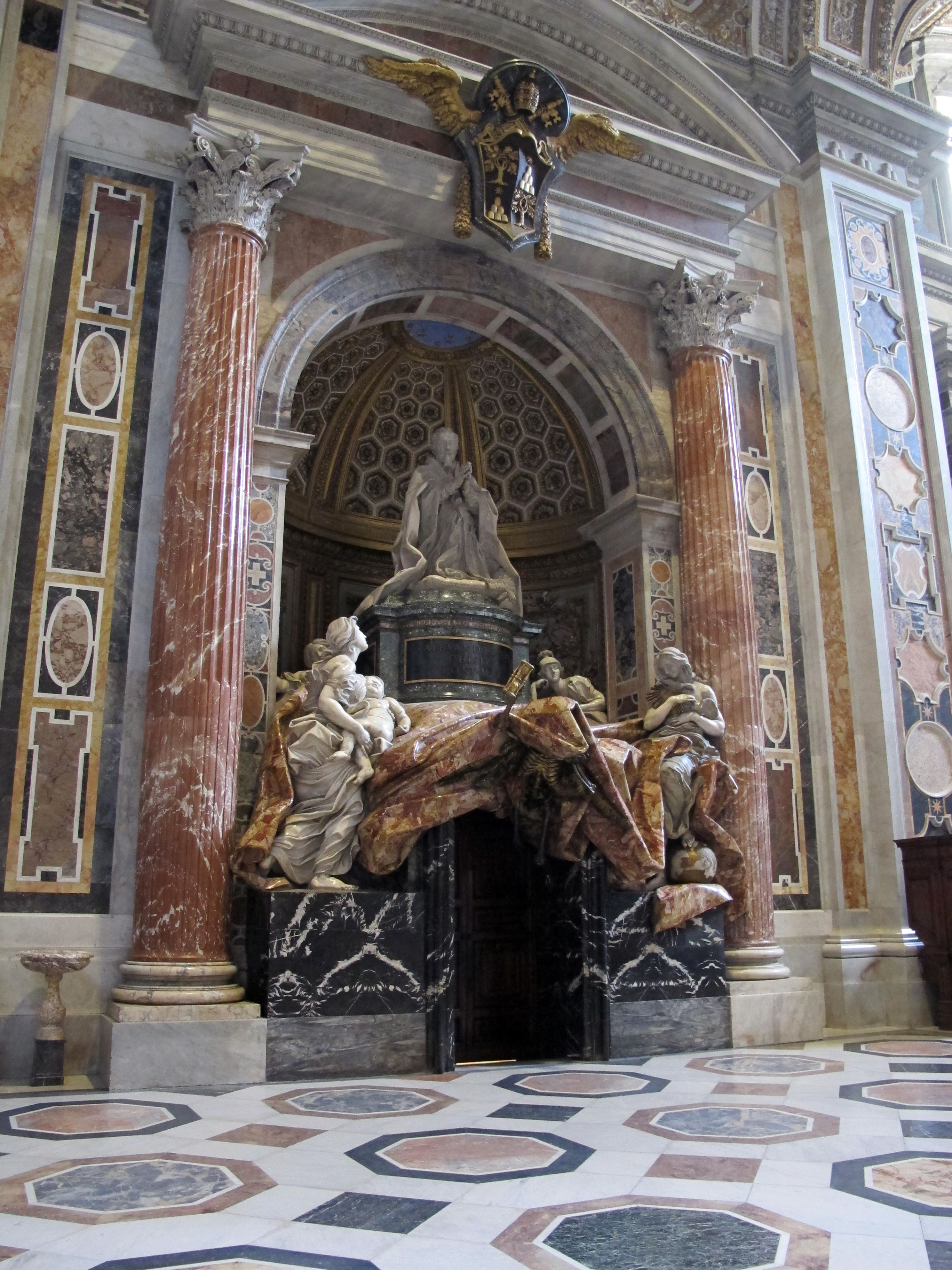
Tombe du pape Alexandre VII dans la basilique Saint-Pierre de Rome, une composition théâtrale essentiellement en marbres variés, de style baroque romain.
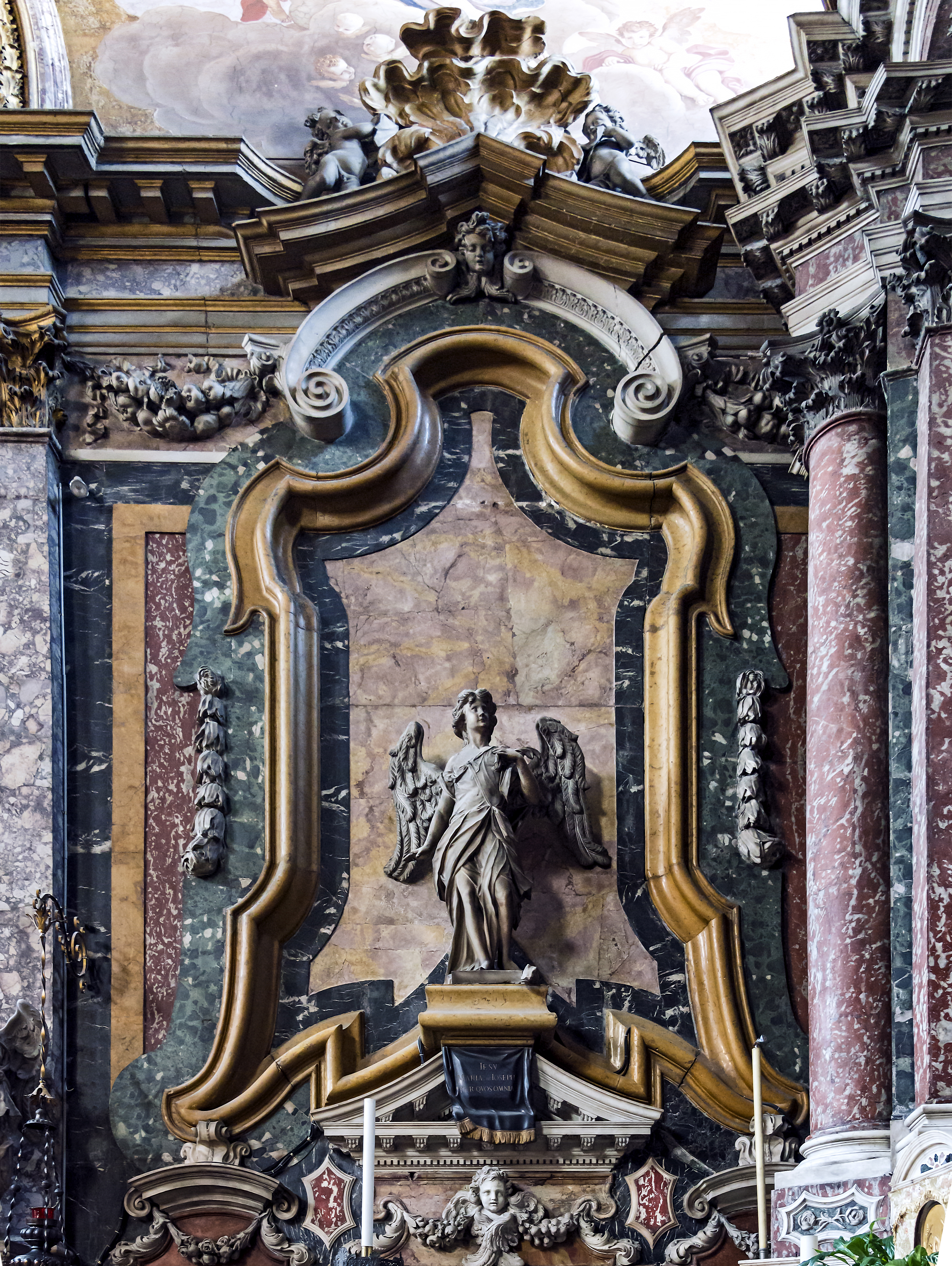
Détail du vaste décor baroque tout en marbre aux couleurs multiples de l'église Santa Maria di Nazareth, Venise.
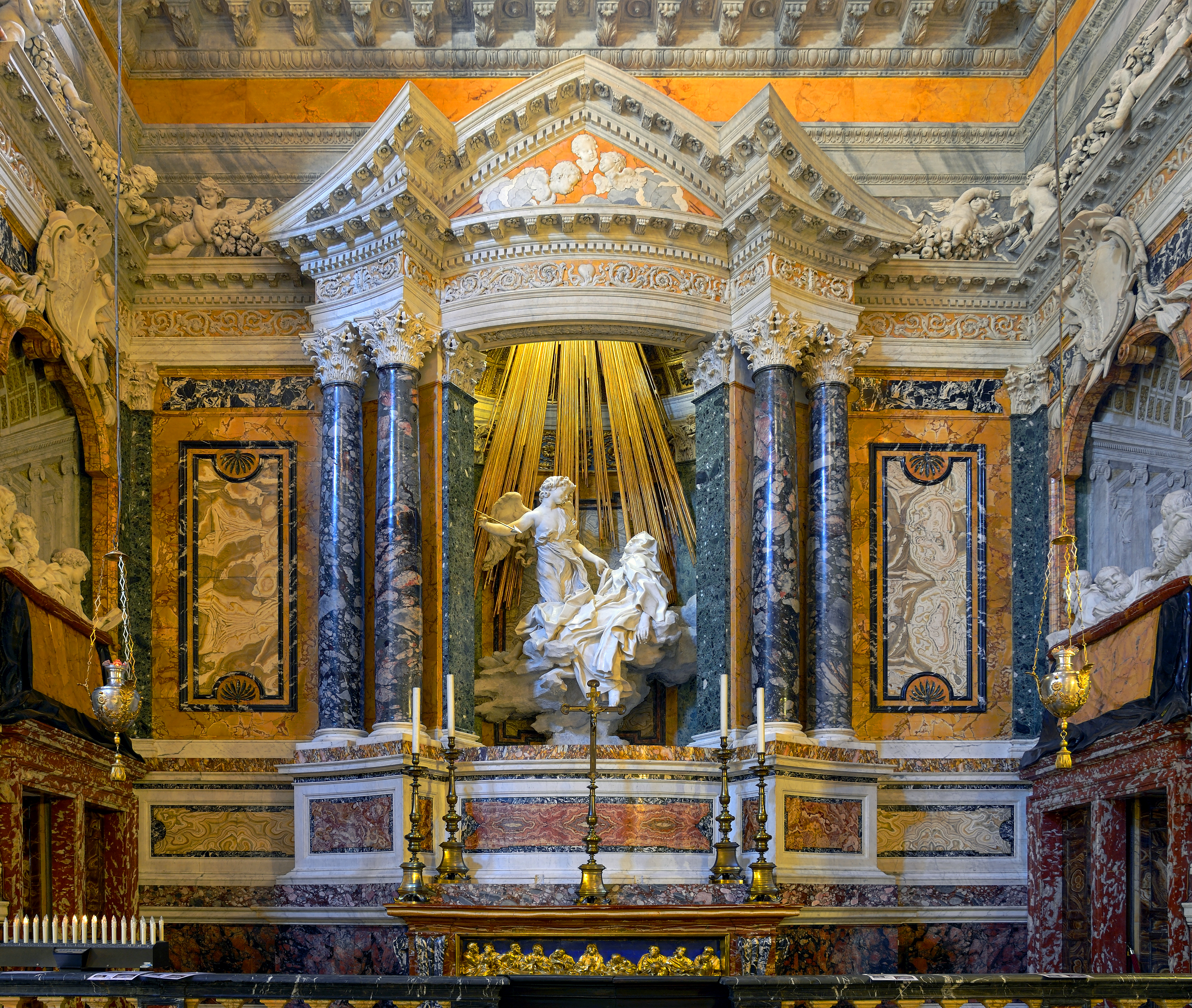
L'Extase de sainte Thérèse, sculpture en marbre blanc du Bernin, fait partie de tout un fastueux décor théâtral tout en marbres aux couleurs étonnantes, typique du baroque romain.
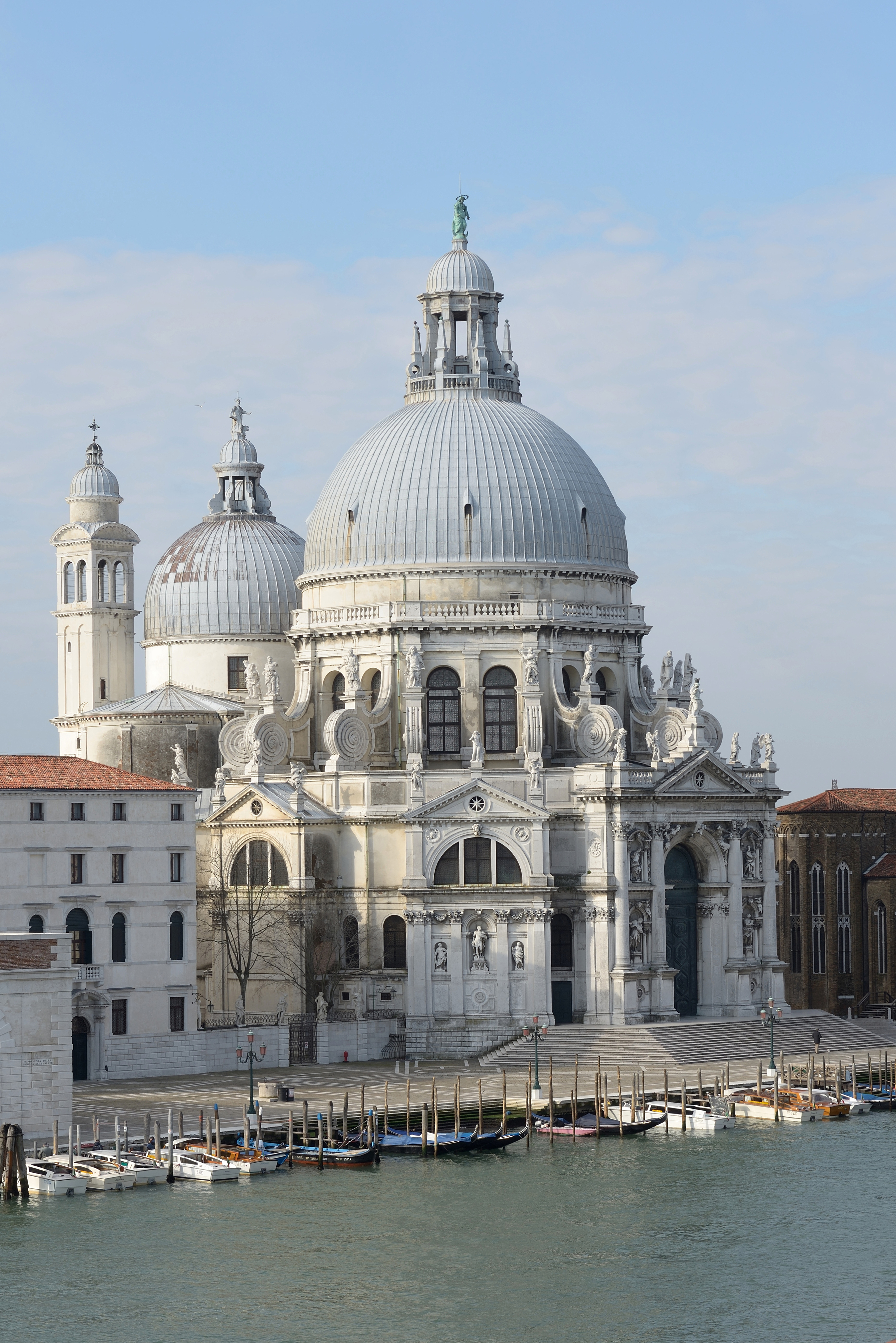
La basilique Santa Maria della Salute de Venise est principalement en marbre blanc sur ses parties extérieures.
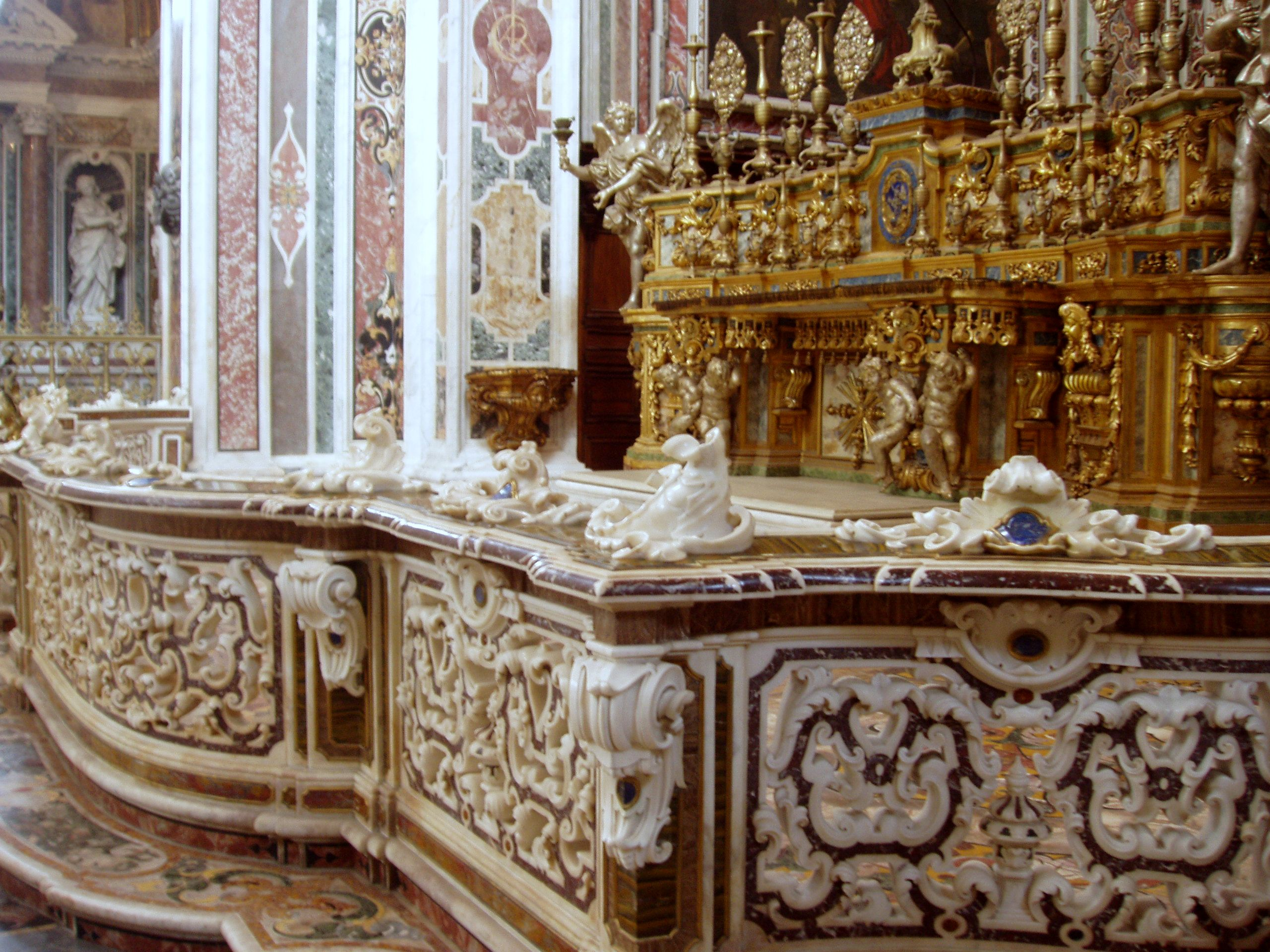
Balustrade de marbre sculptée de l'église baroque de la Chartreuse San Martino de Naples, avec de fastueuses marqueteries de marbre sur les sols et les murs, typiques du baroque napolitain.

En France, sous l’influence de l'Italie, dans la seconde moitié du XVIIe siècle, le marbre prit une dimension politique et devint une identité nationale, avec un gout dit (rétrospectivement) "classique" qui veut se démarquer des excès du gout "baroque" italien, on recherche alors avant tout la clarté des lignes, la distinction des formes, le respect du bon sens, et surtout l'harmonie générale des compositions. Louis XIV fit construire le château de Versailles en utilisant les plus beaux matériaux et les plus chers du royaume. « Louis XIV voulait faire de Versailles la vitrine de la France. Vitrine politique et diplomatique d'abord, vitrine artistique et technologique ensuite, vitrine des savoir-faire enfin ». Colbert surintendant du roi fit rechercher les carrières perdues ou méconnues dans les Pyrénées, le Languedoc, de Provence, du Hainaut, etc., pour trouver toutes les nuances de marbres qui firent le succès des carrières françaises.

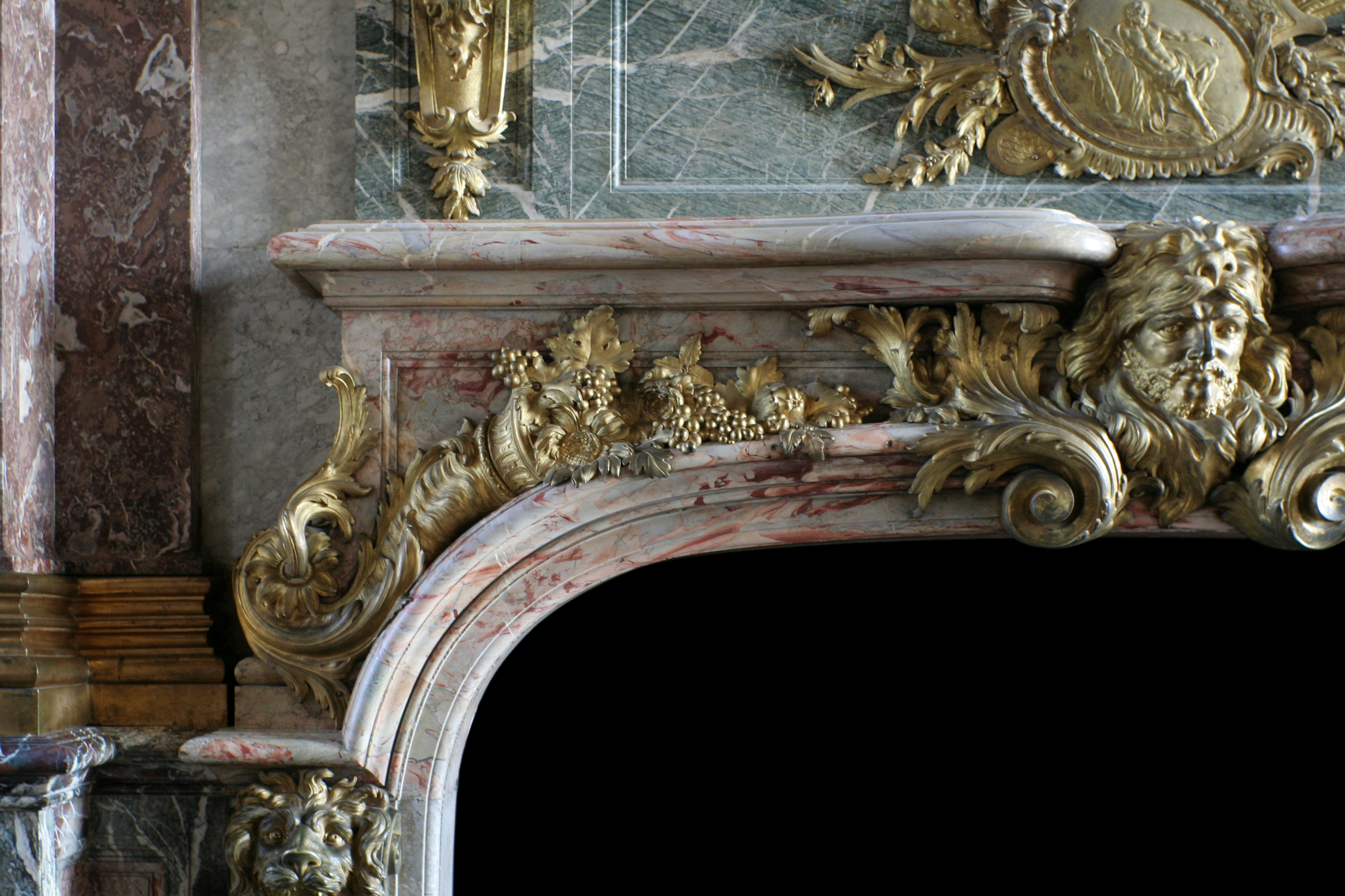
Château de Versailles, salon d'Hercule. Détail d'une cheminée en marbre "Sarrancolin", avec décor en bronze doré d'Antoine Vassé.
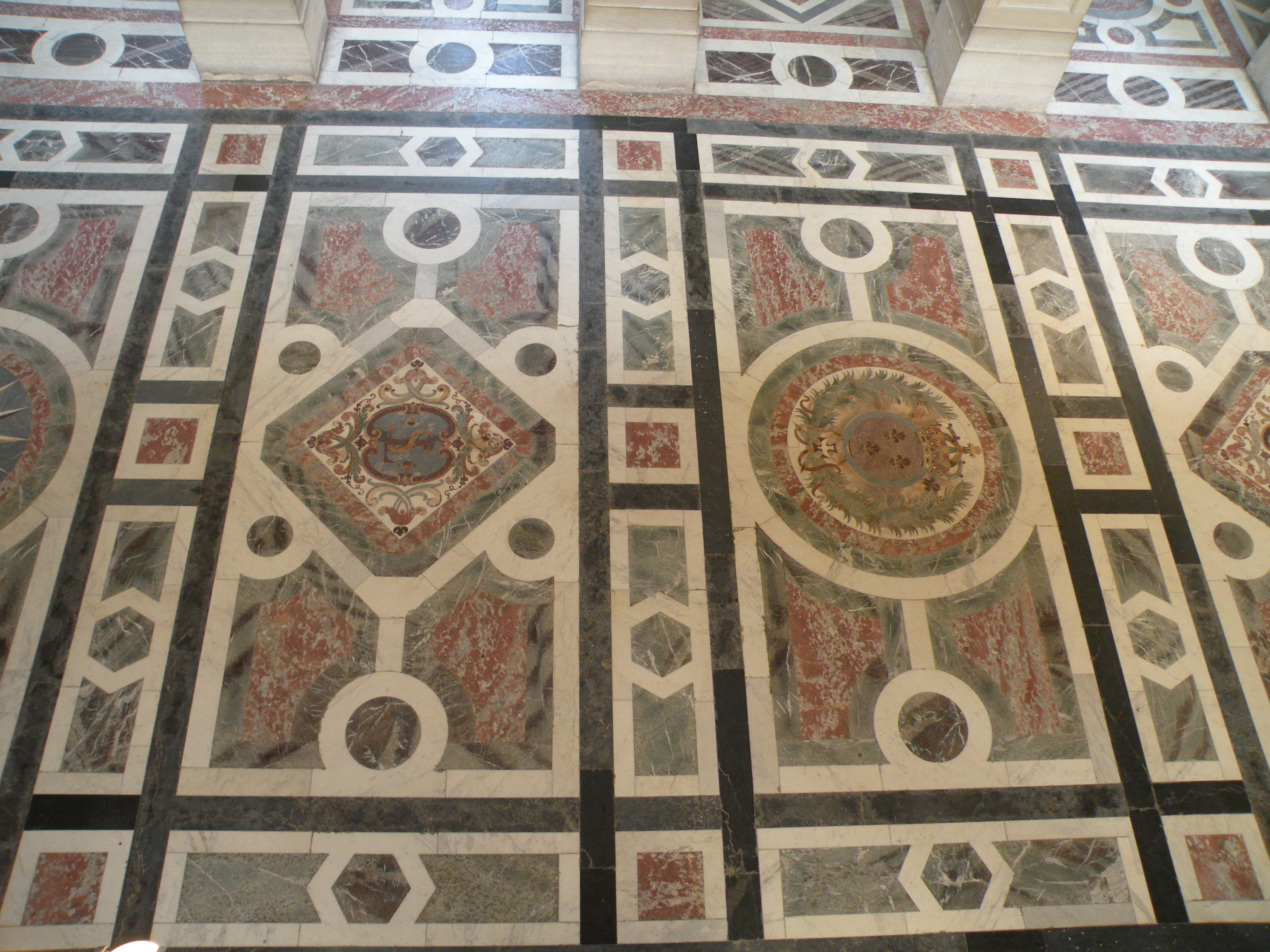
Château de Versailles, chapelle royale. Pavement en marbres polychromes avec marqueteries de marbres.
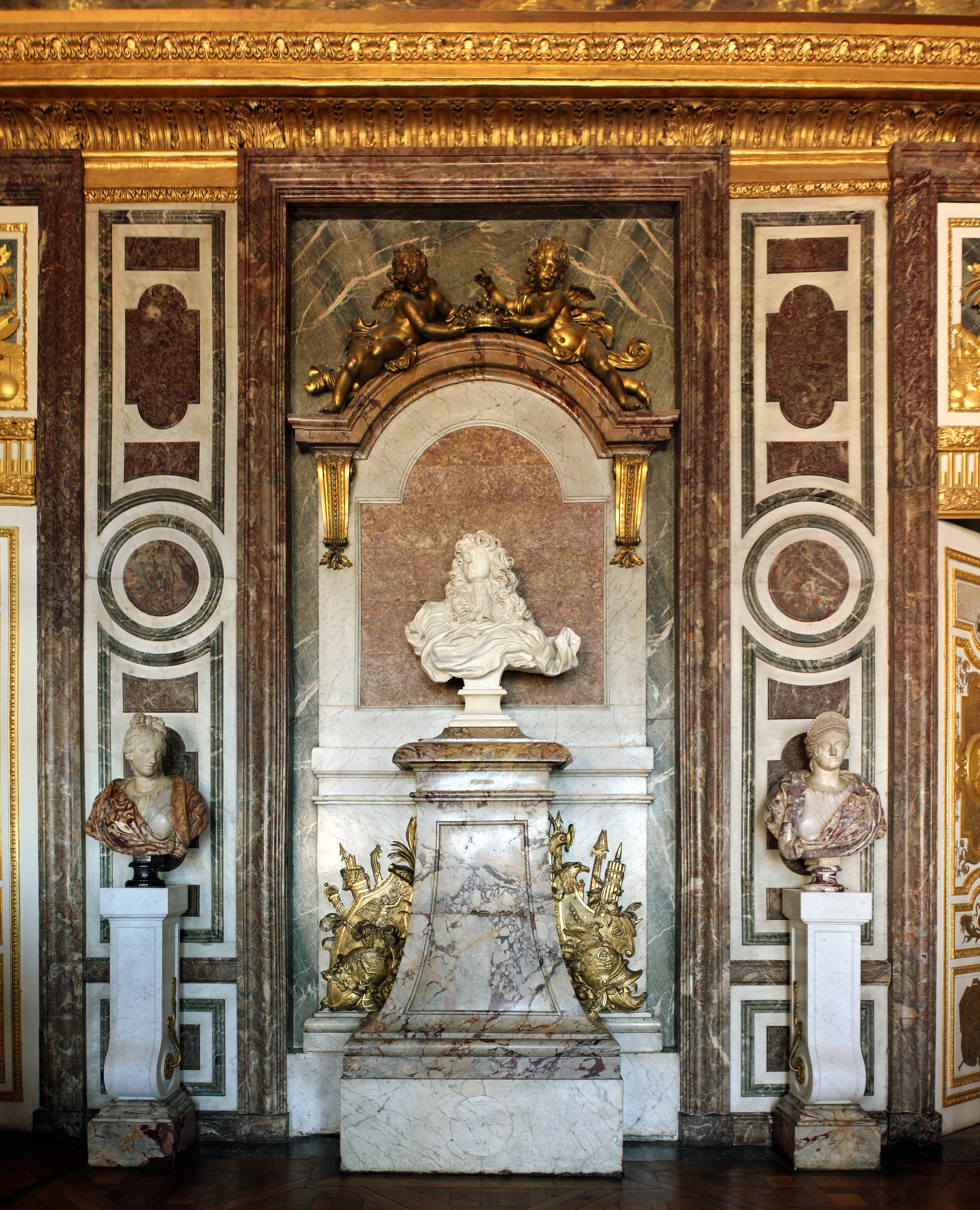
Château de Versailles, salon de Diane. Buste de Louis XIV du Bernin (1665) en marbre blanc, entouré de sculptures, piédestaux et lambris en différents marbres.
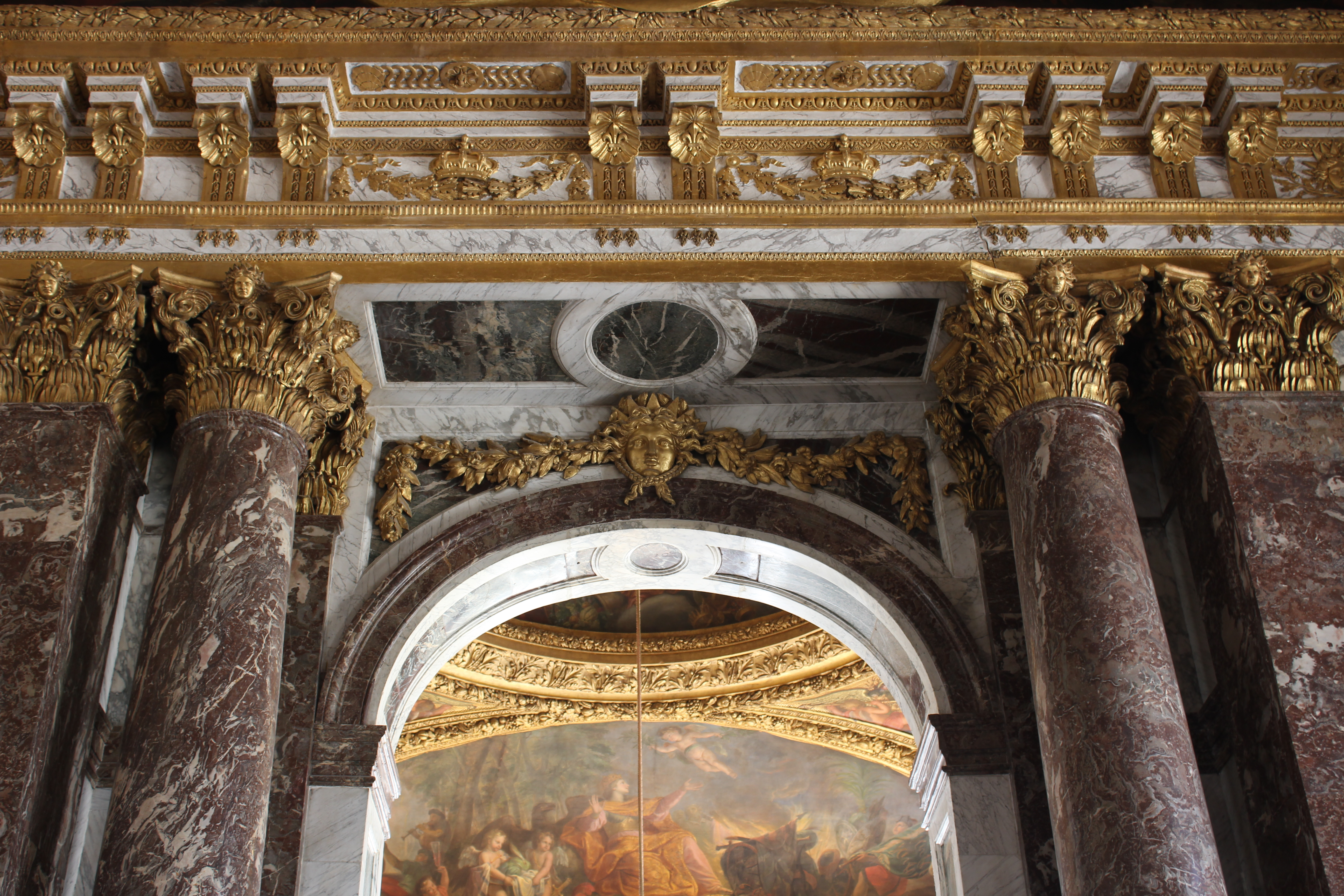
Château de Versailles, galerie des glaces. Pilastres en "rouge de Rance" et lambris de différents marbres polychromes.
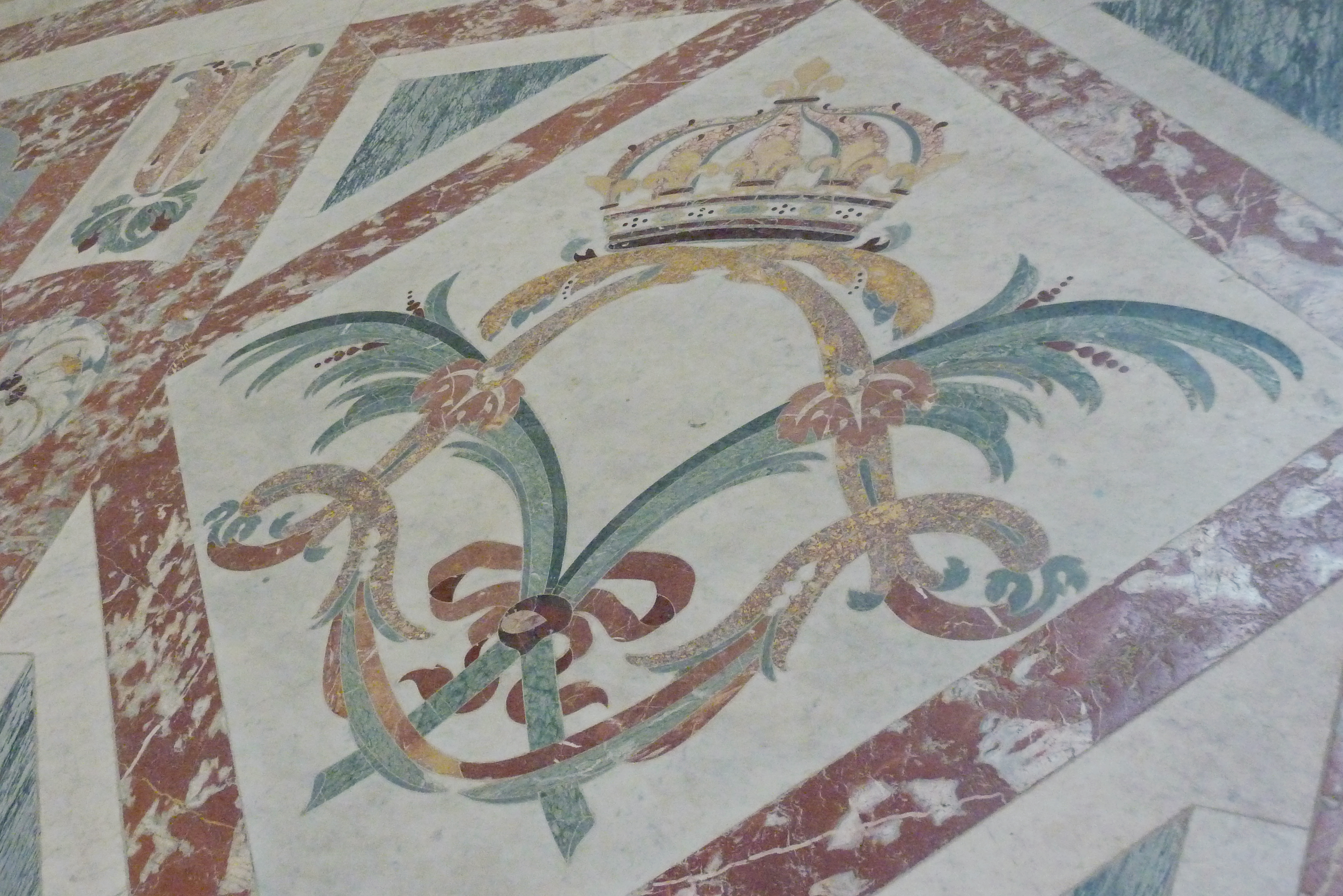
Les sols du Dôme des Invalides à Paris sont entièrement décorés de délicates marqueteries de marbres polychromes. On y reconnais de l'"incarnat" et du "Campan vert"

## Altération et dégradation du marbre
Les couleurs du marbre peuvent être altérées par des bactéries, causant l'apparition de zones roses à la surface du marbre et indiquant une bio-détérioration. Cette dégradation est causée par des colonies de champignons ou par l'exposition aux algues. Des altérations sévères ont été constatées sur la façade de la Certosa de Pavie. L'augmentation de la pollution à l'ère moderne (concentration de substances toxiques comme à Rome et à Athènes par exemple) et les phénomènes atmosphériques (grêle, vents violents, pluies acides) jouent un grand rôle dans ces dégradations des marbres anciens.

## Sources et références
- (it) Cet article est partiellement ou en totalité issu de l’article de Wikipédia en italien intitulé « Storia del marmo nell'età antica » (voir la liste des auteurs).

1. ↑  Sophie Mouquin, « Les marbres : noblesse de la matière, heureuses « curiosités » de la nature », Artefact. Techniques, histoire et sciences humaines, vol. 4, no 4,‎ 1er octobre 2016, p. 347–359 (ISSN 2273-0753, DOI 10.4000/artefact.523, lire en ligne, consulté le 8 décembre 2023)
2. ↑  Gwen-Haël Denigot. Le temple un édifice où le temps s'arrête. Extra Le vif l'express 4 au 10 novembre 2011.
3. ↑  (en) John Ashurst et Francis G. Dimes, Conservation of building and decorative stone, éd. Butterworth-Heinemann, 1998, p. 147
4. ↑  Jules Labarte, L'Eglise cathédrale de Sienne et son trésor d'après un inventaire de 1467, V. Didron, 1868 (lire en ligne)
5. ↑  Le journal du CNRS. Histoire de l'art : des histoires gravées dans le marbre
6. ↑  (en) Franco Palla et Elena Tartamella, « Chromatic alteration on marble surfaces analysed by molecular biology tools », Conservation Science in Cultural Heritage, vol. 7,‎ 2007 (ISSN 1973-9494, DOI 10.6092/issn.1973-9494/1245, lire en ligne, consulté le 8 décembre 2023)
7. ↑  Giangiacomo Martines et A.-M. Bosc, « Dégradation et restauration des monuments en marbre », Nouvelles de l'Archéologie, vol. 13, no 1,‎ 1983, p. 26–33 (DOI 10.3406/nda.1983.1170, lire en ligne, consulté le 8 décembre 2023)